# Autismus
Autismus (von altgriechisch αὐτός autós „selbst“) ist eine angeborene Störung der neuronalen Entwicklung. Erste Symptome zeigen sich bereits in frühester Kindheit, insbesondere in folgenden Bereichen:
- Schwierigkeiten bei der sozialen Interaktion (z. B. Verständnis und Aufbau von Beziehungen);
- Auffälligkeiten bei der sprachlichen und nonverbalen Kommunikation (z. B. Blickkontakt und Körpersprache);
- eingeschränkte Interessen mit sich wiederholenden, stereotypen Verhaltensweisen;
- Über- oder Unterempfindlichkeit auf äußere und innere Sinnesreize.

Betroffene werden als Autisten, autistisch oder vom/im/auf dem (Autismus-)Spektrum bezeichnet. Die Gegenbegriffe für nicht-autistische Menschen sind neurotypisch oder allistisch. Die Bezeichnung von Nicht-Autisten als normal gilt jedoch mittlerweile als diskriminierend gegenüber Autisten, da die Pathologisierung von Autismus als Krankheit oder psychische Störung infolge der Neurodiversitätsbewegung zunehmend abgelehnt wird. Stattdessen wird die Einordnung als Normvariante befürwortet. Dennoch stellt Autismus in der Regel eine Behinderung dar.
Die Ausprägung der Symptomatik ist bei jedem Autisten individuell verschieden und wandelt sich mit dem Alter. Autismus kann mit Störungen der Sprachentwicklung und/oder einer geistigen Behinderung einhergehen, muss aber nicht. Je nach Erscheinungsbild des Autismus und möglicher Begleiterkrankungen können manche Autisten ein weitgehend selbstständiges Leben führen, während andere lebenslang auf Hilfe und Unterstützung angewiesen sind. Autismus ist zum größten Teil genetisch bedingt, eine allgemein anerkannte Erklärung der spezifischen Ursachen gibt es bislang jedoch nicht.
Im deutschsprachigen Raum werden nach dem derzeit noch gültigen Klassifikationssystem ICD-10-GM drei Formen von Autismus unter dem Oberbegriff der Tiefgreifenden Entwicklungsstörungen unterschieden: frühkindlicher und atypischer Autismus sowie das Asperger-Syndrom. Aus wissenschaftlicher Sicht gilt diese Unterteilung jedoch als überholt. Im 2013 veröffentlichten DSM-5 und der seit 2022 international gültigen ICD-11 werden die bisherigen Subtypen stattdessen als Autismus-Spektrum-Störung (ASS) zusammengefasst. Grund hierfür ist die Erkenntnis, dass eine klare Abgrenzung der drei Formen selten möglich und stattdessen von einem fließenden Übergang mit individuell verschiedenen Symptomausprägungen auszugehen ist, also einem Spektrum. Der Übergang von der ICD-10 zur ICD-11 soll ab 2022 mindestens fünf Jahre in Anspruch nehmen.

## Symptome
Die Kernsymptome von Autismus sind anhaltende Schwierigkeiten bei der sozialen Interaktion und Kommunikation sowie beschränkte, repetitive Verhaltensweisen, Interessen und Aktivitäten, die für Außenstehende dem Alter unangemessen oder generell ungewöhnlich erscheinen. Diese Symptomatik besteht seit frühester Kindheit und fällt typischerweise im Kleinkindalter auf, in vielen Fällen jedoch auch erst im weiteren Lebensverlauf, wenn sie zu Schwierigkeiten oder Beeinträchtigungen führt.
Autismus kann mit einem völligen Fehlen von Lautsprache, einer verzögerten Sprachentwicklung, Schwierigkeiten beim Sprachverständnis oder einer auffälligen Sprechweise und Verwendung von Sprache einhergehen. Da Spracherwerb eng mit sozialer Interaktion verknüpft ist, verläuft er bei autistischen Kindern häufig von Beginn an auffällig. Über zwei Drittel von ihnen entwickeln im Laufe des Lebens zumindest eine grundlegende Lautsprache. Autismus tritt oft zusammen mit einer Störung der Intelligenzentwicklung auf. Bei einem großen Teil autistischer Menschen liegt die Intelligenz jedoch im Normalbereich und kann bis hin zur Hochbegabung reichen. Typisch für Autismus ist – unabhängig vom Intelligenzniveau – ein unausgeglichenes Intelligenzprofil. Charakteristisch sind zudem eine Über- oder Unterempfindlichkeit gegenüber bestimmten Sinnesreizen. Zudem kann Autismus mit einer Reihe weiterer Auffälligkeiten einhergehen, z. B. Störungen der Exekutivfunktionen oder muskulärer Hypotonie.
Autismus tritt in vielfältigen, individuellen Ausprägungen auf. Nicht jedes mögliche Symptom tritt bei jedem autistischen Menschen in gleicher Ausprägung oder überhaupt auf. Das Erscheinungsbild ist nicht als lineares Kontinuum von schwachen bis starken Ausprägungen zu begreifen. So können Autisten in einigen Bereichen erhebliche Unterstützung benötigen, auch bei Aufgaben, die als einfach gelten, während sie in anderen Bereichen überdurchschnittliche Stärken zeigen. Abhängig beispielsweise von Sprachfähigkeit und Intelligenz können Defizite verdeckt oder ausgeglichen werden.
Das Störungsbild bleibt ein Leben lang bestehen, jedoch variieren Ausprägung und Erscheinungsbild individuell mit Alter und Entwicklungsstand. Erste, noch unspezifische Anzeichen für Autismus lassen sich oft bereits im Säuglingsalter feststellen, z. B. eine übermäßig starke Empfindlichkeit gegenüber bestimmten Reizen oder ungewöhnliche Bewegungsmuster. Deutlichere Auffälligkeiten zeigen sich in der Regel im Kleinkindalter. Ein Teil autistischer Kinder verliert im zweiten Lebensjahr zuvor erworbene sprachliche, soziale oder andere Fähigkeiten. Insbesondere bei autistischen Kindern ohne umfassende Entwicklungsverzögerungen fallen Symptome erst auf, wenn sie zu Schwierigkeiten im alltäglichen Leben führen, z. B. mit Eintritt in den Kindergarten oder die Grundschule. Teilweise fällt Autismus auch erst in der Pubertät oder im Erwachsenenalter auf.
Es werden Unterschiede in der Symptomatik in Bezug auf das Geschlecht vermutet. Im Vergleich zu männlichen Altersgenossen kann weiblichen autistischen Kindern – trotz ähnlicher Schwierigkeiten – wechselseitiger Austausch, die Verbindung von verbaler und nonverbaler Kommunikation sowie Verhaltensanpassung an soziale Situationen besser gelingen.

### Auffälligkeiten in der wechselseitigen sozialen Kommunikation und Interaktion
Die Fähigkeit, mit anderen Personen in Interaktion zu treten oder Gedanken und Gefühle mitzuteilen, ist bei Autismus beeinträchtigt.
Bei kleinen Kindern zeigt sich dies beispielsweise häufig dadurch, dass sie keine oder kaum soziale Interaktion initiieren oder das Verhalten anderer Personen imitieren. Vorhandene Lautsprache wird oft einseitig eingesetzt und nicht zum gegenseitigen Austausch. Im Bereich der nonverbalen Kommunikation fallen autistische Kinder oft schon früh dadurch auf, dass sie nicht auf Gegenstände zeigen oder diese anderen Personen bringen, um ihr Interesse an ihnen zu signalisieren und zu teilen. Umgekehrt kann auffällig sein, dass autistische Kleinkinder Zeigegesten oder Blicken anderer Personen nicht folgen.
Allgemein sind fehlender oder ungewöhnlicher Einsatz von Blickkontakt, Gesten, Mimik, Körpersprache oder Intonation typisch für Autismus. Auch wenn beispielsweise einige Gesten erlernt wurden, bleibt das Repertoire hinter einem alterstypischen Umfang zurück und sie werden nicht spontan zur Kommunikation eingesetzt. Bei voll ausgebildeter Lautsprache ist oft eine fehlende Koordination zwischen verbalen und nonverbalen Elementen zu beobachten. So kann beispielsweise die Körpersprache auf andere Personen hölzern oder übertrieben wirken.
Im Bereich der sozialen Interaktion kann fehlendes, reduziertes oder ungewöhnliches Interesse an sozialen Kontakten bestehen. Dies kann etwa durch Ablehnung anderer, passives Verhalten in sozialen Situationen oder durch unangemessene, aggressiv oder unhöflich wirkende Kontaktaufnahme sichtbar werden. Diese Schwierigkeiten sind besonders bei autistischen Kindern auffällig, welche häufig kein alterstypisches Interesse an gemeinsamen Spielen oder Fantasie- und Rollenspielen zeigen oder auf Spielen nach strikten Regeln bestehen.
Ältere Kinder, Jugendliche und Erwachsene können Schwierigkeiten haben, das für eine soziale Situation kulturell angemessene Verhalten zu identifizieren oder zwischen unterschiedlicher Verwendung von Sprache zu unterscheiden, also etwa Ironie oder soziale Lügen zu erkennen. Eine Präferenz für alleine verfolgte Beschäftigungen oder die Interaktion mit deutlich jüngeren oder älteren Personen ist typisch. Häufig besteht ein Interesse an Freundschaften, ohne genau zu verstehen, was eine solche beinhaltet, also beispielsweise nicht allein auf einem geteilten Spezialinteresse aufbauen kann.
Ältere autistische Kinder und Erwachsene ohne kognitive Einschränkungen und verzögerte Sprachentwicklung haben oft Schwierigkeiten, sich in komplexen Situationen sozial angemessen zu verhalten oder auf nonverbale Kommunikation zu reagieren. Sie entwickeln häufig Kompensationsstrategien, so dass diese Schwierigkeiten vor allem in ungewohnten Situationen auffallen. Von dieser Gruppe wird soziale Interaktion oft als sehr anstrengend empfunden, da sie im Gegensatz zu nicht-autistischen Menschen, denen dies intuitiv gelingt, das Verhalten anderer aktiv beobachten und die eigene Reaktion bewusst steuern müssen. Mädchen und Frauen gelingt dieses sogenannte Camouflaging bzw. Masking häufig besser.

### Beschränkte, repetitive Verhaltensweisen, Interessen und Aktivitäten
Typisch für Autismus sind repetitive Bewegungen wie Schaukeln mit dem Oberkörper, Flattern mit den Händen oder Fingerschnipsen, die fachsprachlich als Stereotypien bezeichnet werden. Auch die auf Wiederholung ausgerichtete Verwendung von Gegenständen, bei Kindern etwa das Aufreihen von Spielzeug oder die Beschäftigung mit kreiselnden Münzen, sind häufig zu beobachten. Im Bereich der Sprache sind Echolalie (das Wiederholen von Worten und Lauten) oder stereotype Verwendung von Worten, Phrasen und Prosodie typisch. Bei autistischen Kleinkindern lässt sich häufig eine ungewöhnlich intensive, wiederholte Beschäftigung mit einzelnen Gegenständen beobachten.
Viele autistische Menschen ohne kognitive oder sprachliche Einschränkungen lernen, dieses übergreifend als Stimming bezeichnete Verhalten in der Öffentlichkeit zu unterdrücken (Masking). Stimming wird von dieser Gruppe als angenehm und beruhigend beschrieben und kann zur Emotionsregulation und dem Abbau von Ängsten dienen.
Repetitive Verhaltensweisen können mit einer erhöhten oder reduzierten Empfindlichkeit für Reize in Verbindung stehen. Dies kann sich beispielsweise in Form von außergewöhnlich starken Reaktionen auf bestimmte Geräusche oder Texturen, dem Riechen und Berühren von Gegenständen oder einer Faszination für Lichter oder rotierende Objekte äußern. Auch eine Unempfindlichkeit für Schmerz, Hitze oder Kälte wird manchmal beobachtet. Typisch sind starke Reaktionen auf den Geschmack, Geruch, Textur oder Erscheinung von Essen oder ritualisiertes Verhalten in Bezug auf diese Reize. Eine stark begrenzte Diät ist ebenfalls häufig anzutreffen, bis hin zu einer vermeidend-restriktiven Ernährungsstörung.
Weiterhin typisch für Autismus ist ein starkes Festhalten an Routinen, das sich durch Bestehen auf strikte Befolgung von Regeln, starr wirkendes Denken oder Stress auch bei kleinen Abweichungen (wie einem veränderten Weg zur Schule oder Arbeit) äußern kann. Dieses Verhalten wird oft als „Widerstand gegen Veränderungen“ oder „Beharren auf Gleichartigkeit“ beschrieben.
Viele autistische Kinder, Jugendliche und Erwachsene widmen sich mit großer Intensität Spezialinteressen, die von Außenstehenden häufig als ungewöhnlich oder nicht altersgemäß wahrgenommen werden. Die Beschäftigung mit diesen Interessen ist in der Regel mit Freude verbunden. Ihr Verfolgen bietet Möglichkeiten, Fähigkeiten zu entwickeln, und sie können schulische und berufliche Möglichkeiten eröffnen. Besonders bei Mädchen und Frauen können diese Interessen in ihrer Art auch als alterstypisch wahrgenommen werden (etwa Beschäftigung mit einer prominenten Person oder einer bestimmten Tierart), werden jedoch außergewöhnlich intensiv verfolgt.:299

### Intelligenz
Die Intelligenz liegt bei Autismus häufig im Normalbereich, jedoch sind geistige Behinderungen keine Seltenheit und auch Hochbegabungen kommen vor.
Autismus geht oft mit einer geistigen Behinderung einher. Wissenschaftliche Untersuchungen zur Häufigkeit (Prävalenz) kommen zu sehr uneinheitlichen Ergebnissen. Je nach untersuchter Population erfüllen ein Zehntel bis zwei Drittel autistischer Kinder im Schulalter die Kriterien für die Diagnose einer geistigen Behinderung (in der Regel ein Intelligenzquotient unter 70). Es ist bekannt, dass die autistische Symptomatik die Verlässlichkeit bestimmter IQ-Tests beeinträchtigen kann, wodurch die Intelligenz unterschätzt oder nicht zutreffend erfasst wird. Als problematisch gelten Wechsler-IQ-Tests, die vor allem Intelligenz aus erlernten Informationen und Fähigkeiten (kristalline Intelligenz) erfassen. Im Vergleich zu Ravens Matrizentest, der die fluide Intelligenz misst, erzielen autistische Probanden in einem Wechsler-IQ-Test deutlich niedrigere Ergebnisse.
Als Savant-Syndrom wird eine besonders außergewöhnliche Begabung in einem speziellen, eng umgrenzten Bereich bezeichnet, die überwiegend bei geistig behinderten Personen auftritt und weit aus deren sonstigem Fähigkeitsprofil heraussticht. Solche Inselbegabungen gelten als extrem selten und treten gehäuft bei Autismus auf. Etwa die Hälfte aller bekannten Savants sind Autisten, allerdings sind nur die wenigsten Autisten Savants.

## Subtypen
Im deutschsprachigen Raum werden nach dem gültigen Klassifikationssystem ICD-10-GM drei Subtypen von Autismus unterschieden:
- Frühkindlicher Autismus: deutliche Verhaltensauffälligkeiten von frühester Kindheit an; deutlich verzögerte Sprachentwicklung; teilweise mit geistiger Behinderung.[35]
- Atypischer Autismus: nicht alle Diagnosekriterien für frühkindlichen Autismus sind erfüllt oder die Symptomatik wird erst nach dem dritten Lebensjahr offensichtlich; wird oft bei Kindern mit schwerster geistiger Behinderung diagnostiziert.[35]
- Asperger-Syndrom: subtilere Verhaltensauffälligkeiten; keine verzögerte, teils deutlich verfrühte Sprachentwicklung;[36] keine geistige Behinderung; häufig ausgeprägte motorische Schwierigkeiten (Dyspraxie).[35]

In der seit Januar 2022 international gültigen ICD-11 sind die bisherigen Subtypen von Autismus zu einer einzelnen Diagnose Autismus-Spektrum-Störung (ASS; englisch autism spectrum disorder, kurz ASD) zusammengefasst. Damit folgt die ICD dem 2013 veröffentlichten DSM-5, dem Klassifikationssystem der American Psychiatric Association, das auch international und in der Forschung Verwendung findet. Grund für diesen Schritt war die zunehmende Erkenntnis der Wissenschaft, dass eine ausreichend klare Abgrenzung der Subtypen in der Realität oft nicht möglich ist.
Da die ICD-11 im deutschsprachigen Raum noch nicht offiziell eingeführt ist, kann hier auch die Diagnose ASS noch nicht offiziell vergeben werden. Stattdessen werden weiterhin die bisherigen Subtypen diagnostiziert. In der Praxis setzt sich jedoch zunehmend die Bezeichnung Autismus-Spektrum-Störung durch.

### Frühkindlicher Autismus
Der frühkindliche Autismus (auch als autistische Störung, Kanner-Autismus, Kanner-Syndrom, oder infantiler Autismus bezeichnet) wurde zuerst 1943 von Leo Kanner beschrieben. Er gilt als prototypische Form des Autismus und wird in der Literatur auch als klassischer Autismus bezeichnet.
Er zeichnet sich durch charakteristische Auffälligkeiten in den Bereichen der sozialen Interaktion, der Sprache und Kommunikation sowie durch eingeschränkte, repetitive Verhaltensmuster aus. Häufig, jedoch nicht immer, geht er mit einer geistigen Behinderung einher. Typischerweise entwickeln sich die autistischen Kinder von Beginn an auffällig. In einigen Fällen erscheint die frühkindliche Entwicklung anfangs normal und Auffälligkeiten werden erst im zweiten oder dritten Lebensjahr deutlich sichtbar. Es werden auch Fälle berichtet, in denen Kinder im zweiten und dritten Lebensjahr ihre zuvor gezeigten Sprachfähigkeiten verlieren und sich zunehmend sozial zurückziehen.:28
Kinder mit frühkindlichem Autismus entwickeln entweder nie eine Lautsprache, die Sprachentwicklung verläuft verzögert und anders als bei nicht-autistischen Kindern oder bereits erlernte Sprache bildet sich zurück. Dabei kann es zu einer Reihe von Auffälligkeiten kommen, die bei einer gewöhnlichen Sprachentwicklung nicht beobachtet werden, beispielsweise das als Echolalie bezeichnete Wiederholen von Worten und Sätzen eines Gesprächspartners, die ständige Wiederholung gleichartiger Geräusche oder ein eigenwilliger, nur für Vertraute verständlicher Sprachgebrauch. Hierin unterscheidet sich der frühkindliche Autismus von einer bloßen Verzögerung der Sprachentwicklung.:50
Bei frühkindlichem Autismus sind sogenannte Stereotypien oft vergleichsweise deutlich ausgeprägt. Zudem kommt selbstverletzendes Verhalten beispielsweise in Form von Kopfschlagen oder Beißen in Finger, Hände oder Handgelenke vor. Solche selbstverletzende Verhaltensweisen sind jedoch nicht zu verwechseln mit dem bewusst selbstverletzenden Verhalten, das typischerweise zum Spannungsabbau eingesetzt wird (etwa durch Verbrennungen oder Ritzen am Unterarm) oder – seltener – aus suizidalen Tendenzen heraus entsteht und dann ein anderes (suizidales) Verletzungsmuster aufweist.
Bei vielen Kindern, aber auch Jugendlichen und Erwachsenen, wird eine besonders leichte Reizbarkeit beobachtet, die sowohl für die Autisten als auch ihr Umfeld einen Stressfaktor darstellt. Diese Reizbarkeit kann unmittelbar mit für den frühkindlichen Autismus typischer Symptomatik in Verbindung stehen. So können beispielsweise Frustration über Nichtgelingen effektiver Kommunikation, Unterbrechungen bei der intensiven Beschäftigung mit Interessen oder eine hohe Sensibilität für Reize zu Stress und Wutausbrüchen führen. Diese sind für die Autisten oft nicht zu kontrollieren und werden auch als Meltdowns bezeichnet.
Aggressives Verhalten, etwa gegenüber Altersgenossen oder Betreuungspersonen ist häufig. Physische Aggressionen sind oft impulsiv und können zu Verletzungen und Schäden führen, sind jedoch in der Regel – im Unterschied zu Störungen des Sozialverhaltens – nicht mit feindseligen Absichten verbunden. Ein Zusammenhang zwischen aggressivem Verhalten und dem Grad der kognitiven Einschränkungen besteht nicht.

#### Hochfunktionaler Autismus
Hochfunktionaler Autismus (engl. High-functioning autism, HFA) ist keine eigenständige diagnostische Kategorie und besitzt auch keine allseits anerkannte Definition. In aller Regel bezeichnet der Begriff frühkindliche Autisten ohne geistige Behinderung und mit gut entwickelter Sprachfähigkeit. Als Unterscheidungskriterium zum Asperger-Syndrom wird meist die verzögerte Sprachentwicklung genannt. Insbesondere für erwachsene Autisten werden aber auch beide Begriffe synonym verwendet, da sich die Symptomatik von HFA und Asperger-Syndrom im Erwachsenenalter kaum noch unterscheiden lässt. Als Gegenstück zu „hochfunktional“ fungiert der seltener verwendete Ausdruck „niedrigfunktionaler Autismus“ (engl. Low-functioning autism, LFA), bei dem eine geistige Behinderung und schwere Sprachstörung vorliegen. Auch dieser Begriff ist jedoch nicht allgemeingültig definiert. Teilweise wird frühkindlicher Autismus synonym zu LFA verwendet.
Die Bezeichnung „hochfunktional“ ist stark umstritten und wird von Autisten überwiegend abgelehnt. Ein zentraler Kritikpunkt ist dabei, dass die gemessene Intelligenz kein geeigneter Indikator für das tatsächliche Funktionsniveau einer Person ist. So liegen die Lebenskompetenzen vieler Autisten deutlich hinter ihren kognitiven Fähigkeiten zurück (z. B. aufgrund gestörter Exekutivfunktionen), weshalb selbst hochintelligente Autisten auf soziale Unterstützung angewiesen sein können. „Hochfunktional“ suggeriere jedoch das Gegenteil, was zu Missverständnissen gegenüber Nicht-Autisten und einem falschen Erwartungsdruck führen könne, wodurch diesen Autisten möglicherweise notwendige Unterstützung vorenthalten werde. Zudem stelle die binäre Einteilung in „hochfunktional“ und „niedrigfunktional“ eine qualitative Wertung dar, die oft als ableistisch und diskriminierend gesehen wird.

### Atypischer Autismus
Der atypische Autismus unterscheidet sich vom frühkindlichen dadurch, dass die Symptomatik erst im oder nach dem 3. Lebensjahr auffällt und/oder nicht alle für den frühkindlichen Autismus charakteristischen Symptome bestehen. Die Diagnose wird nur dann vergeben, wenn die Kriterien des frühkindlichen Autismus nicht vollständig erfüllt sind, sich die Symptomatik aber durch keine andere Diagnose erklären lässt.:13f.
Die Ungenauigkeit der Definition führt dazu, dass die Diagnose atypischer Autismus sehr uneinheitlich angewendet wird, wodurch wiederum Schwierigkeiten bei der Interpretation und Vergleichbarkeit von Forschungsergebnissen entstehen. Selbiges galt für die analoge Diagnose PDD-NOS (Pervasive developmental disorder not otherwise specified, dt. „Tiefgreifende Entwicklungsstörung, nicht näher bezeichnet“) nach DSM-4, die 2013 abgeschafft wurde.
Die Diagnose Atypischer Autismus wird häufig bei Autisten mit schwerer Intelligenzminderung und/oder schwerer rezeptiver Sprachstörung vergeben. Grundsätzlich kann sie jedoch auf jede Ausprägung von Autismus angewendet werden, die nicht exakt den Kriterien der frühkindlichen Form oder des Asperger-Syndroms entspricht. Darunter fallen häufig auch Kinder, die spezifische Verhaltensprofile wie etwa Pathological Demand Avoidance zeigen.

### Asperger-Syndrom
Das Asperger-Syndrom (auch Asperger-Autismus oder Asperger-Störung) wurde zuerst 1943 von dem österreichischen Kinderarzt Hans Asperger als „autistische Psychopathie“ beschrieben. Schon zuvor hatte ab 1925 die russische Kinderpsychiaterin Grunja Sucharewa über vergleichbare Fälle einer „schizoiden Persönlichkeitsstörung“ bzw. „schizoiden Psychopathie“ publiziert.
Das Asperger-Syndrom ist gekennzeichnet durch Auffälligkeiten in der wechselseitigen sozialen Interaktion sowie repetitive und ritualisierte Verhaltensmuster. Sprache, Intelligenz und Anpassungsfähigkeit entwickeln sich ohne auffällige Verzögerung. Im Bereich der Sprache sind jedoch Auffälligkeiten wie eine ungewöhnliche Intonation oder eine als pedantisch oder formell wahrgenommene Ausdrucksweise typisch. Weiterhin lässt sich oft eine motorische Ungeschicklichkeit beobachten. Es gibt zahlreiche Berichte über das gleichzeitige Auftreten von überdurchschnittlicher Intelligenz.
Als besonders problematisch erweist sich die soziale Interaktion, da Menschen mit Asperger-Syndrom nach außen hin keine offensichtlichen Anzeichen einer Behinderung haben. So kann es geschehen, dass die Schwierigkeiten von Menschen mit Asperger-Syndrom als bewusste Provokation empfunden werden, obwohl dies nicht der Fall ist. Wenn etwa eine autistische Person auf eine an sie gerichtete Frage nur mit Schweigen reagiert, wird dies fälschlicherweise oft als Sturheit und Unhöflichkeit gedeutet.
Viele Menschen mit Asperger-Syndrom können durch Schauspielkunst und Kompensationsstrategien – das sogenannte Masking oder Camouflaging – nach außen hin eine Fassade aufrechterhalten, sodass ihre Probleme auf den ersten Blick nicht gleich sichtbar sind, jedoch bei persönlichem Kontakt durchscheinen, etwa in einem Vorstellungsgespräch. Menschen mit Asperger-Syndrom gelten nach außen hin oft als extrem schüchtern, jedoch ist das nicht das eigentliche Problem. Schüchterne Menschen verstehen die sozialen Regeln, trauen sich aber nicht, sie anzuwenden. Menschen mit Asperger-Syndrom verstehen sie hingegen nicht und haben deshalb Probleme, damit umzugehen. Die Fähigkeit zur kognitiven Empathie (Einfühlungsvermögen) ist manchmal nur schwach ausgeprägt. Bezüglich der affektiven Empathie ergab eine Übersichtsarbeit von 2013 uneinheitliche Ergebnisse: Weniger als die Hälfte der Studien zeigten eine Einschränkung der emotionalen Wahrnehmung.

## Diagnose und Klassifikation
Autismus wird zumeist in der Kindheit diagnostiziert. Die Diagnose erfolgt im Durchschnitt umso früher, je stärker die Verzögerung bei der Sprachentwicklung und je auffälliger das Verhalten sind. Bei unauffälliger Sprach- und Intelligenzentwicklung wird Autismus häufig erst im Grundschulalter festgestellt, wobei die Diagnose bei Mädchen tendenziell später gestellt wird.
Bei Autisten ohne Intelligenzminderung und mit hohem psychosozialen Funktionsniveau erfolgt die Diagnose teils auch erst im Jugend- oder Erwachsenenalter. Auch bei dieser Gruppe bestehen die charakteristischen Symptome bereits seit frühester Kindheit, wurden jedoch vom Umfeld nicht erkannt, nicht als Autismus-Symptom interpretiert oder verursachten keine so gravierenden Beeinträchtigungen, dass sie Anlass für weitere Untersuchungen gegeben hätten.

### Diagnostik
Die Diagnose von Autismus erfolgt anhand der beobachteten Symptomatik. Zur Diagnostik geeignete Biomarker, etwa neurobiologische Befunde, sind nicht bekannt.:274 Bei der Diagnostik ist wichtig, zu beachten, dass nicht einzelne Symptome autismusspezifisch sind, da ähnliche Merkmale auch bei anderen Störungen oder in der Allgemeinbevölkerung auftreten. Spezifisch für Autismus ist vielmehr die Kombination von mehreren dieser Symptome, d. h. der Symptomkonstellation, die zudem bereits seit der Kindheit vorliegen muss.
Dieses sogenannte klinische Bild wird durch Einsatz verschiedener diagnostischer Verfahren gewonnen. Zum Einsatz kommen können Interviews mit Patienten und/oder ihren Bezugspersonen, standardisierte und validierte Fragebögen sowie Verhaltensbeobachtungen und eine körperliche Untersuchung. Standardverfahren sind der Autism Diagnostic Observation Schedule-2 (ADOS-2, Verhaltensbeobachtung) sowie das Autism Diagnostic Interview-Revised (ADI-R, Eltern-Interview), die auch in deutscher Sprache verfügbar sind. Die auf diese Weise erhobenen Informationen werden verglichen und gewichtet. Beispielsweise muss berücksichtigt werden, dass besonders bei Erwachsenen die Eigenwahrnehmung oder die Einschätzung einer Person durch die Eltern stark von der Wahrnehmung der sonstigen Umwelt abweichen kann. Weiterhin können sich Eltern oder andere Angehörige Erwachsener oft nicht mehr ausreichend präzise an Verhalten und Entwicklung in der Kindheit erinnern.
Erschwert wird die Diagnostik bei älteren Kindern, Jugendlichen und Erwachsenen oft dadurch, dass diese im Laufe ihres Lebens gelernt haben, auffällige Symptome wie repetitive Verhaltensweisen (Stimming) zu unterdrücken oder Schwierigkeiten bei sozialer Interaktion und Kommunikation zu kompensieren. Diese als Masking oder Camouflaging bezeichneten Strategien und Verhaltensweisen können zu einem unauffälligen ersten Eindruck führen, aber beispielsweise durch Beobachtung der Person in ungewohntem Umfeld oder Erfragen des kognitiven Aufwands erkannt werden.
Die Diagnose autistischer Mädchen und Frauen kann dadurch erschwert werden, dass ihnen – im Vergleich zu einer männlichen Vergleichsgruppe – das Masking häufig besser gelingt und ihre Spezialinteressen häufig unauffälliger sind oder eher als alterstypisch wahrgenommen werden.:299Jedoch ist auch bei ihnen zum Beispiel soziale Interaktion mit großen Anstrengungen verbunden und sie gehen ihren Interessen mit höherer Intensität und Qualität nach als nicht-autistische Gleichaltrige.
Vor allem bei Erwachsenen wird oft beklagt, dass zu viel Zeit vom ersten Verdacht bis zur Diagnose vergehe. Bei einer Untersuchung in Bayern aus dem Jahr 2019 blieb dieser Zeitraum bei 34 % der Studienteilnehmer unter einem Jahr, bei 33 % vergingen ein bis drei Jahre bis zur Diagnose, bei 10 % drei bis fünf Jahre und bei 18 % mehr als fünf Jahre; 5 % machten keine Angabe. Bei Kindern und Jugendlichen lag die durchschnittliche Zeitspanne zwischen dem ersten Verdacht der Eltern und der Diagnose in Deutschland ebenfalls im Jahr 2019 bei 4,6 Jahren.

### Nach ICD-10
Autismus wird im fünften Kapitel der ICD-10 (1994) als tiefgreifende Entwicklungsstörung (Schlüssel F84) aufgeführt. Es wird unterschieden zwischen:
- F84.0: Frühkindlicher Autismus, siehe Frühkindlicher Autismus#Nach ICD
- F84.1: atypischer Autismus, siehe Atypischer Autismus
- F84.5: Asperger-Syndrom, siehe Asperger-Syndrom#Nach ICD

Sind sowohl die Kriterien für frühkindlichen Autismus als auch das Asperger-Syndrom erfüllt, wird die Diagnose frühkindlicher Autismus gestellt.

### Nach DSM-5
Das Diagnostic and Statistical Manual of Mental Disorders (das Klassifikationssystem der American Psychiatric Association, das auch international und in der Forschung Verwendung findet) fasst in seiner 5. Auflage (DSM-5, seit 2013, revidiert 2022) alle Formen des Autismus in der Diagnose Autismus-Spektrum-Störung (ASS, englisch Autism Spectrum Disorder, ASD) zusammen.
Die Diagnosekriterien lauten:
- A) Anhaltende Defizite in der sozialen Kommunikation und sozialen Interaktion über verschiedene Kontexte hinweg. Diese manifestieren sich in allen der folgenden aktuell oder in der Vergangenheit erfüllten Merkmalen:

1. Defizite der sozial-emotionalen Gegenseitigkeit (z. B. ungewöhnliche soziale Annäherung; fehlende normale wechselseitige Konversation, verminderter Austausch von Interessen, Gefühlen und Affekten)
2. Defizite im nonverbalen Kommunikationsverhalten, das in sozialen Interaktionen eingesetzt wird (z. B. weniger oder kein Blickkontakt bzw. Körpersprache; Defizite im Verständnis und Gebrauch von Gestik bis hin zu vollständigem Fehlen von Mimik und nonverbaler Kommunikation)
3. Defizite in der Aufnahme, Aufrechterhaltung und dem Verständnis von Beziehungen (z. B. Schwierigkeiten, eigenes Verhalten an verschiedene soziale Kontexte anzupassen, sich in Rollenspielen auszutauschen oder Freundschaften zu schließen)

- B) Eingeschränkte, repetitive Verhaltensmuster, Interessen oder Aktivitäten, die sich in mindestens zwei der folgenden aktuell oder in der Vergangenheit erfüllten Merkmalen manifestieren:

1. Stereotype oder repetitive motorische Bewegungsabläufe; stereotyper oder repetitiver Gebrauch von Objekten oder Sprache (z. B. einfache motorische Stereotypien, Echolalie, Aufreihen von Spielzeug, Hin- und Herbewegen von Objekten, idiosynkratischer Sprachgebrauch)
2. Festhalten an Gleichbleibendem, unflexibles Festhalten an Routinen oder an ritualisierten Mustern (z. B. extremes Unbehagen bei kleinen Veränderungen, Schwierigkeiten bei Übergängen, rigide Denkmuster oder Begrüßungsrituale, Bedürfnis, täglich den gleichen Weg zu gehen)
3. Hochgradig begrenzte, fixierte Interessen, die in ihrer Intensität oder ihrem Inhalt abnorm sind (z. B. starke Bindung an oder Beschäftigen mit ungewöhnlichen Objekten, extrem umschriebene oder perseverierende Interessen)
4. Hyper- oder Hyporeaktivität auf sensorische Reize oder ungewöhnliches Interesse an Umweltreizen (z. B. scheinbare Gleichgültigkeit gegenüber Schmerz oder Temperatur, ablehnende Reaktion auf spezifische Geräusche oder Oberflächen, exzessives Beriechen oder Berühren von Objekten)

- C) Die Symptome müssen bereits in früher Kindheit vorliegen, können sich aber erst dann voll manifestieren, wenn die sozialen Anforderungen die begrenzten Möglichkeiten überschreiten. (In späteren Lebensphasen können sie auch durch erlernte Strategien überdeckt werden.)
- D) Die Symptome müssen klinisch bedeutsames Leiden oder Beeinträchtigungen in sozialen, beruflichen oder anderen wichtigen Funktionsbereichen verursachen.
- E) Die Symptome können nicht besser durch eine Störung der Intelligenzentwicklung (geistige Behinderung) oder eine allgemeine Entwicklungsverzögerung erklärt werden. Intellektuelle Beeinträchtigungen und Autismus-Spektrum-Störungen treten häufig zusammen auf. Um die Diagnosen „Autismus-Spektrum-Störung“ und „Intellektuelle Entwicklungsstörung“ gemeinsam stellen zu können, sollte die soziale Kommunikationsfähigkeit unter dem aufgrund der allgemeinen Entwicklung erwarteten Niveau liegen.

Für die Beeinträchtigungen der sozialen Kommunikation (A) und eingeschränkten, repetitiven Verhaltensmustern (B) soll jeweils ein Schweregrad angegeben werden, der die aktuell benötigte Unterstützung beschreibt:
|                                                              | Soziale Kommunikation | Restriktive, repetitive Verhaltensweisen |
| ------------------------------------------------------------ | --- | --- |
| Schweregrad 1 „Unterstützung erforderlich“                   | Ohne Unterstützung führen die Defizite in der sozialen Kommunikation zu erkennbaren Beeinträchtigungen. Die Person hat große Mühe, soziale Interaktionen zu initiieren, und reagiert mitunter ungewöhnlich oder unangemessen auf Kontaktversuche anderer. Es kann wirken, als bestünde nur ein geringes Interesse an zwischenmenschlichen Kontakten. Beispielsweise kann die Person zwar in ganzen Sätzen sprechen und sich ausdrücken, doch gelingen ihr wechselseitige Gespräche nicht; ihre Bemühungen, Freundschaften zu knüpfen, erscheinen befremdlich und bleiben meist erfolglos. | Mangelnde Flexibilität im Verhalten führt zu Einschränkungen in einzelnen Lebensbereichen. Der Wechsel zwischen unterschiedlichen Tätigkeiten kann schwerfallen. Planungs- und Organisationsprobleme schränken die Selbstständigkeit ein.                                                                                      |
| Schweregrad 2 „Umfangreiche Unterstützung erforderlich“      | Verbale und nonverbale Kommunikationsfähigkeit ist deutlich beeinträchtigt. Soziale Defizite auch mit Unterstützung offensichtlich. Die Person initiiert nur selten von sich aus soziale Kontakte und reagiert ungewöhnlich auf Kontaktangebote anderer. Zwar kann sie in einfachen Sätzen sprechen, doch ihr nonverbales Ausdrucksverhalten wirkt befremdlich, die Interaktion beschränkt sich zumeist auf spezifische Spezialinteressen. | Mangelnde Flexibilität im Verhalten, Probleme mit Veränderungen sowie restriktives und repetitives Verhalten sind selbst für Laien offensichtlich. Deutliche Einschränkungen in zahlreichen Lebensbereichen. Die Person zeigt Unbehagen und/oder hat Schwierigkeiten beim Wechsel zwischen verschiedenen Tätigkeiten.          |
| Schweregrad 3 „Sehr umfangreiche Unterstützung erforderlich“ | Schwerwiegende Beeinträchtigungen durch ausgeprägte Defizite in der verbalen und nonverbalen Kommunikation, kaum soziale Kontaktversuche aus eigenem Antrieb und kaum Reaktion auf Kontaktversuche anderer. Spricht nur einzelne Wörter verständlich und wenn, dann nur zur Mitteilung eigener Bedürfnisse. Reagiert nur auf sehr direkte Ansprache. | Kaum Flexibilität im Verhalten, Veränderungen bereiten extreme Probleme. Stark ausgeprägte restriktive und repetitive Verhaltensweisen verursachen deutliche Beeinträchtigungen in allen Lebensbereichen. Die Person zeigt enormes Unbehagen und/oder hat starke Schwierigkeiten, die Tätigkeit zu verändern oder zu wechseln. |

Liegt ein bekannter medizinischer oder genetischer Krankheitsfaktor oder Umweltfaktor vor, soll dieser zusätzlich spezifiziert werden (z. B. „Autismus-Spektrum-Störung mit einhergehendem Rett-Syndrom“). Das Vorliegen einer intellektuellen oder sprachlichen Beeinträchtigung kann durch einen entsprechenden Zusatz gekennzeichnet werden (z. B. „Autismus-Spektrum-Störung mit begleitender Sprachlicher Beeinträchtigung – keine verständliche Sprache“). Weiterhin kann spezifiziert werden, dass die ASS mit einer Katatonie einhergeht.
Das DSM-5 weist ausdrücklich darauf hin, dass Personen mit einer gesicherten DSM-IV-Diagnose einer autistischen Störung, Asperger-Störung oder nicht näher bezeichneten tiefgreifenden Entwicklungsstörung eine ASS-Diagnose nach DSM-5 erhalten sollen. Für Personen mit deutlichen sozialen Kommunikationdefiziten, die ansonsten nicht die Kriterien der Autismus-Spektrum-Störung erfüllen, solle die Diagnose einer sozialen Kommunikationsstörung erwogen werden.

### Nach ICD-11
Alle Ausprägungen des Autismus werden in der international seit Januar 2022 gültigen 11. Revision der Internationalen Klassifikation der Krankheiten der Weltgesundheitsorganisation (ICD-11) in der Diagnose Autismus-Spektrum-Störung (Schlüssel 6A02, kurz ASS, englisch Autism Spectrum Disorder, ASD) zusammengefasst.
Die Diagnosekriterien lauten:
- Anhaltende Defizite beim Initiieren und Aufrechterhalten sozialer Kommunikation und wechselseitiger sozialer Interaktion, die außerhalb der typischen Bandbreite dessen liegen, was angesichts des Alters und intellektuellen Entwicklungsstandes zu erwarten wäre. Die spezifische Ausprägung dieser Defizite variiert mit dem Alter, lautsprachlichen und intellektuellen Fähigkeiten und der Schwere der Störung. Ausprägungen können Beeinträchtigungen in folgenden Bereichen beinhalten:
  - Verständnis von, Interesse an, oder unangemessene Reaktion auf verbale oder nonverbale Kommunikation anderer
  - Integration von Lautsprache mit typischer komplementärer nonverbaler Kommunikation, wie etwa Blickkontakt, Gestik, Mimik und Körpersprache. Dieses nonverbale Verhalten kann auch in Bezug auf Frequenz und Intensität reduziert sein.
  - Verständnis und Verwendung von Sprache in sozialen Zusammenhängen und Fähigkeit, wechselseitige soziale Gespräche zu initiieren und aufrechtzuerhalten.
  - Soziales Bewusstsein, was zu im sozialen Kontext unangemessenem Verhalten führt.
  - Fähigkeit, sich Gefühle, emotionale Verfassung und Standpunkte anderer vorzustellen und auf diese zu reagieren.
  - Gegenseitiges Teilen von Interessen.
  - Fähigkeit, typische Beziehungen mit Gleichaltrigen einzugehen und aufrechtzuerhalten.
- Anhaltende beschränkte, repetitive und unflexible Verhaltensmuster, Interessen oder Aktivitäten, die klar atypisch oder exzessiv für das Alter und den sozio-kulturellen Kontext sind. Dies kann beinhalten:
  - Fehlende Anpassung an neue Erfahrungen und Umstände verbunden mit Stress, der durch triviale Veränderungen einer gewohnten Umgebung oder in Reaktion auf unerwartete Ereignisse ausgelöst wird.
  - Unflexibles Befolgen bestimmter Routinen. Diese können beispielsweise geographischer Natur sein, wie etwa immer die gewohnte Route nehmen zu müssen, oder präzise zeitliche Terminierung z. B. von Mahlzeiten erfordern.
  - Exzessives Befolgen von Regeln (z. B. bei Spielen).
  - Exzessive und anhaltende ritualisierte Verhaltensmuster (z. B. vertiefte Beschäftigung mit dem Aufreihen oder Sortieren von Gegenständen in bestimmter Weise), die keinen erkennbaren externen Zweck erfüllen.
  - Repetitive und stereotype motorische Bewegungen, wie etwa Bewegungen des ganzen Körpers (z. B. Schaukeln), untypischer Gang (z. B. Laufen auf Zehenspitzen), ungewöhnliche Hand- oder Fingerbewegungen und Haltung. Dieses Verhalten ist besonders in der frühen Kindheit häufig.
  - Anhaltende vertiefte Beschäftigung mit einem oder mehreren Spezialinteressen, Teilen von Objekten oder spezifischen Formen von Reizen (inklusive Medien) oder eine ungewöhnlich starke Bindung an bestimmte Gegenstände (ausgenommen typische Tröster).
  - Lebenslange exzessive und anhaltende Hypersensitivität oder Hyposensitivität für Sinnesreize oder ein ungewöhnliches Interesse an einem Sinnesreiz. Dies kann tatsächliche oder erwartete Geräusche, Licht, Texturen (besonders von Kleidung und Essen), Gerüche und Geschmack, Wärme, Kälte oder Schmerzen beinhalten.
- Der Beginn der Störung liegt in der Entwicklungsphase, typischerweise in der frühen Kindheit, aber charakteristische Symptome können sich auch erst später voll manifestieren, wenn soziale Anforderungen die beschränkten Kapazitäten übersteigen.
- Die Symptome führen zu einer signifikanten Beeinträchtigung im persönlichen, familiären, sozialen, schulischen, beruflichen oder einem anderen wichtigen Bereich. Manchen autistischen Personen gelingt es, durch außergewöhnliche Anstrengungen in vielen Bereichen adäquat funktional zu agieren, so dass ihre Defizite anderen nicht auffallen. Die Diagnose einer Autismus-Spektrum-Störung ist auch hier angemessen.

Analog zum DSM-5 werden dabei die „Störung der Intelligenzentwicklung“ und „Beeinträchtigung der funktionellen Sprache“ (Laut- oder Gebärdensprache) spezifiziert, wobei die möglichen Kombinationen in der ICD-11 eigene Diagnoseschlüssel erhalten:
| Autismus-Spektrum-Störung…                                                     | … ohne Störung der Intelligenzentwicklung | … mit Störung der Intelligenzentwicklung |
| ------------------------------------------------------------------------------ | ----------------------------------------- | ---------------------------------------- |
| … mit leichtgradiger oder keiner Beeinträchtigung der funktionellen Sprache    | 6A02.0                                    | 6A02.1                                   |
| … mit Beeinträchtigung der funktionellen Sprache                               | 6A02.2                                    | 6A02.3                                   |
| … mit vollständigem oder nahezu vollständigem Fehlen der funktionellen Sprache | ―                                         | 6A02.5                                   |

Zusätzlich soll die entsprechende Diagnose einer Störung der Intelligenzentwicklung vergeben werden.
Durch eine nach der ersten Ziffer 0 bis 3 bzw. 5 nachgestellte Ziffer 0 oder 1 kann kodiert werden, ob es zu einem Verlust bereits erworbener Fähigkeiten (typischerweise im Laufe des zweiten Lebensjahrs und im Bereich der Sprachentwicklung oder sozialer Reaktivität) kam:
- 6A02.x 0: ohne Verlust bereits erworbener Fähigkeiten
- 6A02.x 1: mit Verlust bereits erworbener Fähigkeiten

### Differentialdiagnose
Autistische Verhaltensweisen können auch bei anderen Syndromen und psychischen Erkrankungen auftreten. Von diesen muss Autismus daher abgegrenzt werden:
ADHSDie Aufmerksamkeitsdefizit-/Hyperaktivitätsstörung ist von Autismus oft schwer zu unterscheiden, denn auch bei Autismus können stark fokussierte Aufmerksamkeit, leichte Ablenkbarkeit sowie Hyperaktivität auftreten. Umgekehrt können durch die für ADHS typische Impulsivität und Hyperaktivität Auffälligkeiten in der sozialen Kommunikation entstehen, wie etwa das Unterbrechen anderer Personen, eine unangepasste Lautstärke beim Sprechen und das Missachten des persönlichen Bereichs. Eine Unterscheidung ist möglich anhand des Entwicklungsverlaufs sowie dem Fehlen von beschränkten, repetitiven Verhaltensweisen und ungewöhnlichen Interessen, die bei ADHS nicht auftreten. Die Differentialdiagnose zwischen ADHS und Autismus ist überdies auch deshalb schwierig, da ADHS häufig mit Autismus gemeinsam vorkommt (Komorbidität).
BindungsstörungBei der Bindungsstörung ist das Sprachvermögen intakt. Eine Abgrenzung zu Autismus ohne Einschränkung der Sprachentwicklung kann im Einzelfall schwierig sein. Der Anamnese kommt hier eine wichtige Rolle zu. Neuropsychologische Tests sind eine weitere Grundlage einer klaren Differenzierung. Allerdings ist Autismus keine Bindungsstörung und autistische Menschen sind nicht in ihrer emotionalen Bindung gestört, auch wenn sie Beziehungen möglicherweise untypisch gestalten.
Heller-SyndromDas Heller-Syndrom bewirkt einen allgemeinen Interessenverlust an der Umgebung, Stereotypien und motorische Manierismen. Das Sozialverhalten ähnelt dem eines Autisten. Es zählt zu den tiefgreifenden Entwicklungsstörungen nach ICD-10 und DSM-IV.
HörbehinderungEine Hörbehinderung (Schwerhörigkeit oder Gehörlosigkeit) kann bei Kindern auf den ersten Blick mit Autismus verwechselt werden, weil das Kind auf laute Geräusche oder Ansprache nicht reagiert und weil sich die Sprachentwicklung verzögert. Ein Hörtest oder Hörscreening (bei Kindern regelmäßig im Rahmen von Kindervorsorgeuntersuchungen und vor der Einschulung durchgeführt) kann eine Hörbehinderung ermitteln. Allerdings lassen aktuelle Forschungsergebnisse vermuten, dass das Hörtest-Verfahren Hirnstammaudiometrie (engl. auditory brainstem response, ABR) auch bei autistischen Neugeborenen Auffälligkeiten zeigt, da bei ihnen das Gehirn langsamer auf Geräusche reagiert.
Autismusähnliches VerhaltenVon autismusähnlichem Verhalten bei psychischem Hospitalismus, Kindesmisshandlung und Verwahrlosung unterscheidet sich Autismus dadurch, dass er primär, also von Geburt an, auftritt. Die typischen Verhaltensweisen werden bei Autisten nicht durch falsche Erziehung, mangelnde Liebe, Misshandlung oder Verwahrlosung ausgelöst. In jenen Fällen verschwindet das autismusähnliche Verhalten bei Besserung der äußeren Umstände wieder, wohingegen Autismus nicht veränderbar ist.
MagersuchtBei Magersucht (Anorexia nervosa) können Essgewohnheiten auftreten (z. B. rigides und selektives Essverhalten, Rumination), die auch bei autistischen Menschen häufig zu beobachten sind. Diese haben zudem im Kindes- und Jugendalter ein erhöhtes Risiko für Untergewicht. Wesentliches Unterscheidungsmerkmal ist, dass bei Magersucht die Regulation des eigenen Gewichts und das Körperbild im Vordergrund stehen, während bei Autismus die Ursache für das abweichende Essverhalten in sensorischen Sensitivitäten, der Neigung zu repetitivem Verhalten oder Schwierigkeiten, Hunger zu erkennen, liegen kann (Alexithymie). Jedoch können auch autistische Personen das Motiv haben, Gewicht zu verlieren, um soziale Anerkennung zu erlangen. Zu beachten ist, dass Magersucht auch gemeinsam mit einer Autismus-Spektrum-Störung auftreten kann. Eine 2015 publizierte Auswertung von Daten des dänischen Gesundheitssystems ergab, dass Menschen mit einer Autismus-Diagnose eine fünfmal so große Wahrscheinlichkeit hatten, später von Magersucht betroffen zu sein als eine Kontrollgruppe ohne Autismus-Diagnose. Autismus-Spektrum-Störungen sind bei Patienten mit Anorexia nervosa im Vergleich zur Gesamtbevölkerung überrepräsentiert.
MutismusMutismus hängt im Gegensatz zu Autismus eher mit sozialer Angst zusammen und äußert sich ausschließlich als Kommunikationsstörung, geht aber typischerweise nicht mit einer Entwicklungsverzögerung einher, wie es bei Autismus der Fall ist. Es wird zwischen totalem Mutismus (die Person spricht trotz funktionell vorhandener Sprechfähigkeit überhaupt nicht) und selektivem bzw. elektivem Mutismus (Spracheinsatz von Personen und Situationen abhängig) unterschieden. Im Gegensatz zu Autismus ist bei selektivem Mutismus auch in Situationen, in denen eine Person nicht spricht, die soziale Reziprozität nicht eingeschränkt und es treten keine repetitiven oder beschränkten Verhaltensweisen auf.
Persönlichkeitsstörungen
Persönlichkeitsstörungen gehen oft mit Schwierigkeiten in der sozialen Interaktion einher, die Ähnlichkeiten mit Autismus aufweisen. Dies gilt insbesondere für die schizotype Persönlichkeitsstörung. Wesentliches Unterscheidungsmerkmal in der Diagnostik sind die beschränkten, repetitiven Verhaltensweisen und Interessen, welche bei Autismus ab der frühen Kindheit auftreten, jedoch nicht bei Persönlichkeitsstörungen. Manche Autoren sehen vor allem bei Frauen Parallelen zur Borderline-Persönlichkeitsstörung (BPS), bei der ebenfalls die Empathiefähigkeit beeinträchtigt sei und nonverbale Signale schwerer erkannt würden. Borderline sei jedoch von starken Stimmungsschwankungen geprägt und gehe selten mit Spezialinteressen oder ausgeprägt rationalem Denken einher. BPS und Autismus können auch gemeinsam auftreten.
SchizophrenieSchizophrenie unterscheidet sich im Wesentlichen durch das Auftreten von Halluzinationen, Wahn und Ich-Störungen, die bei Autismus nicht vorkommen. Im Unterschied zur Schizophrenia simplex besteht der Autismus oder das Asperger-Syndrom bereits seit dem Kindesalter.
Stummheit, AphasieStummheit, Aphasie oder eine sonstige Form von Sprachentwicklungsverzögerung kann bei Kindern auf den ersten Blick autistisches Verhalten vortäuschen, weil die sprachlichen Äußerungen fehlen. Das normale Sozialverhalten unterscheidet die Stummheit allerdings vom Autismus bzw. vom Asperger-Syndrom.
Urbach-Wiethe-SyndromDas Urbach-Wiethe-Syndrom ist eine sehr seltene neurologische Störung, die zu Hautveränderungen, Schleimhautveränderungen (Heiserkeit) und zu Schwierigkeiten bei der Kommunikation und im Sozialverhalten führt. Die Betroffenen haben Probleme, Gesichtsausdrücke anderer Menschen zu interpretieren und Gesprächen zu folgen. Die gleichzeitig auftretenden Haut- und Schleimhautveränderungen ermöglichen aber eine Abgrenzung vom Autismus. Eine genetische Untersuchung kann Klarheit verschaffen.
ZwangserkrankungenBei Menschen, die an Zwangshandlungen leiden, sind die Fähigkeiten zu sozialem Umgang und Kommunikation in der Regel nicht beeinträchtigt. Im Gegensatz zu an einer Zwangsstörung Erkrankten erleben Autisten ihre Routinen nicht als gegen ihren Willen aufgedrängt, sondern sie schaffen ihnen Sicherheit und sie fühlen sich mit ihnen wohl (ich-synton). Einige Menschen mit Asperger-Syndrom erfüllen aber zusätzlich die Kriterien der zwanghaften Persönlichkeitsstörung; eine Differentialdiagnose ist normalerweise aber auch hier möglich.

### Vergesellschaftete Syndrome
Autismus-Spektrum-Störungen oder autistische Symptome sind mit einer Reihe von Syndromen vergesellschaftet, treten bei diesen also häufig auf oder gehören zur charakteristischen Symptomatik. Viele der Syndrome haben eine bekannte, oft monogenetische Ursache. Hierzu zählen beispielsweise:
Angelman-SyndromDas Angelman-Syndrom entsteht durch eine Veränderung auf dem 15. Chromosom und lässt sich genetisch nachweisen.
Fragiles-X-SyndromDas Fragiles-X-Syndrom wird durch einen genetischen Defekt ausgelöst, der mit entsprechenden Analysemethoden eindeutig nachgewiesen werden kann.
Rett-SyndromDas Rett-Syndrom zählt wie die oben angeführten Autismus-Varianten in der ICD-10 und dem DSM-IV zu den tiefgreifenden Entwicklungsstörungen. Es kommt fast ausschließlich bei Frauen vor; typische Symptome sind autistisches Verhalten und Störungen der Bewegungskoordination (Ataxie). Während im DSM-5 eine Diagnose „Autismus-Spektrum-Störung mit einhergehendem Rett-Syndrom“ möglich ist, ist in der ICD-11 das Rett-Syndrom Ausschlussdiagnose für eine ASS.

### Begleitende Störungen und Erkrankungen
Zusammen mit Autismus können verschiedene begleitende (komorbide) körperliche und psychische Erkrankungen auftreten:
- Die Aufmerksamkeitsdefizit-/Hyperaktivitätsstörung (ADHS) muss nicht nur von Autismus abgegrenzt werden, sondern kann auch zusätzlich auftreten.
- Depressionen, Psychosen, Phobien, Zwangsstörungen, Essstörungen: Bleibt Autismus lange Zeit unerkannt und unbehandelt, können sich verschiedenartige zusätzliche Störungen wie ein Fächer ausbreiten. Darum ist eine frühe Diagnose so wichtig.
- Posttraumatische Belastungsstörungen (PTBS): Autistische Menschen haben ein erhöhtes Risiko für traumatische Erfahrungen,[94][95][96] insbesondere sozialer Viktimisierung.[95][96] Zu beachten ist, dass es Überschneidungen der Symptomatik von PTBS und ASS gibt.[94][96]
- Schlafstörungen sind bei autistischen Menschen besonders häufig, rund 80 Prozent der Kinder und 50 Prozent der Erwachsenen sind betroffen.[97] Verbreitet sind vor allem Ein- und Durchschlafprobleme, Parasomnien und nächtliche epileptische Anfälle.[98][99]
- Prosopagnosie (Gesichtsblindheit): Schwierigkeiten, Gesichter zu erkennen. Manche Autisten nehmen Menschen und Gesichter wie Gegenstände wahr. In Studien wurde festgestellt, dass manche Autisten die visuellen Informationen beim Betrachten von Personen und Gesichtern in einem Teil des Gehirns verarbeiten, der eigentlich für die Wahrnehmung von Objekten zuständig ist. Ihnen fehlt dann die intuitive Fähigkeit, Gesichter im Bruchteil einer Sekunde zu erkennen und Ereignissen zuzuordnen.
- Das Tourette-Syndrom ist eine neuro-psychiatrische Erkrankung, die durch das Auftreten von Tics charakterisiert ist.
- Das Down-Syndrom (Trisomie 21), eine Chromosomenanomalie, bei der das Chromosom 21 oder Teile davon dreifach statt doppelt vorhanden sind.[100]
- Tuberöse Sklerose ist eine genetische Erkrankung, die mit Fehlbildungen und Tumoren des Gehirns, Hautveränderungen und meist gutartigen Tumoren in anderen Organsystemen einhergeht. Klinisch ist sie häufig durch epileptische Anfälle und kognitive Behinderungen gekennzeichnet.
- Geschlechtsinkongruenz sowie nicht-geschlechtskonformes Verhalten treten bei autistischen Menschen gehäuft auf. Zudem werden unter Kindern, Jugendlichen und Erwachsenen mit Geschlechtsdysphorie autistische Züge und Autismus-Spektrum-Störungen überhäufig beobachtet.[101][102]

## Häufigkeit

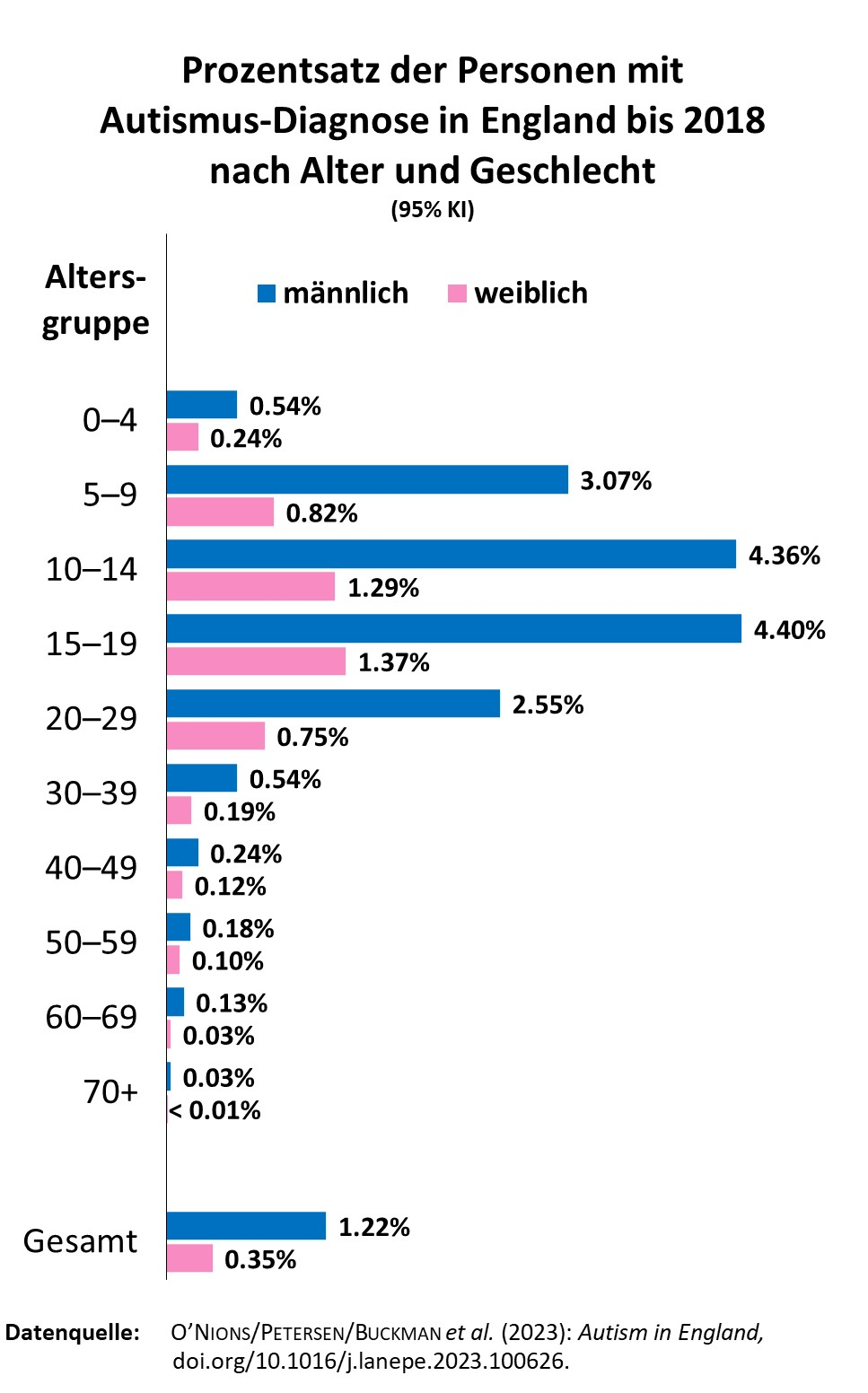

Basierend auf Prävalenzstudien zur Zahl diagnostizierter Autisten, wird die Häufigkeit des Störungsbildes meist mit 1 bis 2 % der Bevölkerung angegeben. Zugleich gilt Autismus jedoch als stark unterdiagnostiziert, das heißt, es ist von einer hohen Dunkelziffer auszugehen. Eine britische Kohortenstudie kam 2023 auf Basis von mehr als sechs Millionen Gesundheitsdatensätzen zu dem Ergebnis, dass in England bis 2018 etwa die Hälfte bis zu drei Vierteln autistischer Erwachsener zwischen 20 und 49 Jahren nicht diagnostiziert waren. Bei Autisten über 50 Jahren sollen bis zu 96 % nicht diagnostiziert gewesen sein. Die höchsten Diagnoseraten waren mit bis zu 4,4 % bei männlichen Kindern und Jugendlichen zu verzeichnen, ab dem Alter von 30 brachen die Raten regelrecht ein. Da Autismus zum größten Teil erblich bedingt ist und dementsprechend fast alle diagnostizierten Autisten weitere Betroffene in ihrer direkten Verwandtschaft haben müssen, lassen sich aus der ungleichen Altersverteilung bei den Diagnosen die Dunkelziffern abschätzen. Eine andere Studie kam für die Diagnoseraten 2012 in Deutschland zu ähnlichen Ergebnissen bei der Altersverteilung. Der prozentuale Anteil lag hier jedoch selbst bei Kindern und Jugendlichen bei unter 1 %. was auf im Vergleich noch deutlich höhere Dunkelziffern in Deutschland hinweist. 
Als Ursachen für die hohen Dunkelziffern gelten insbesondere unzureichendes und veraltetes Wissen über Autismus beim medizinischen und psychiatrischen Personal sowie der Mangel an spezialisierten Anlaufstellen, was zu langen Wartezeiten führt und die Wahrscheinlichkeit einer korrekten Diagnose reduziert. Auch die je nach Gesundheitssystem teils hohen Kosten einer Diagnostik, können ein Hindernis darstellen. Da diese Probleme in den meisten Industrieländern in ähnlicher Weise bestehen, sind entsprechend hohe Dunkelziffern fast überall anzunehmen. Für Entwicklungsländer liegen keine umfassenden Erhebungen vor. Es ist insgesamt davon auszugehen, dass der tatsächliche Anteil autistischer Menschen an der Gesamtbevölkerung deutlich höher liegt als die bislang angenommenen 1 bis 2 %.

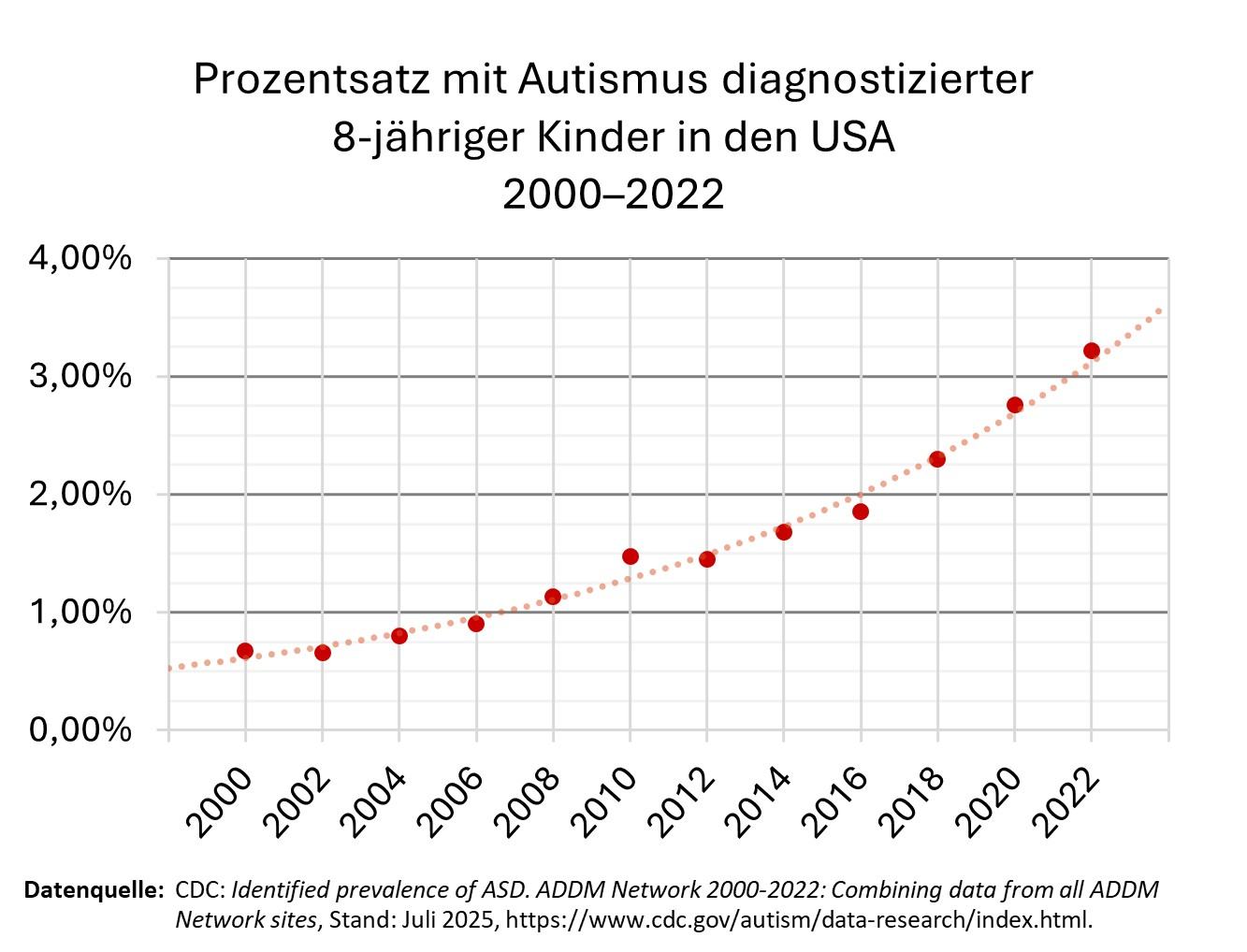

Die Zahl von Autismus-Diagnosen steigt insbesondere seit den 1990ern weltweit stark an. In diesem Zusammenhang ist teils von einer Autismus-Epidemie die Rede. Ob es sich tatsächlich um einen Anstieg der Inzidenz handelt, ist aufgrund der hohen Dunkelziffern bei Erwachsenen nicht sicher abschätzbar, gilt aber als unwahrscheinlich. So konnten bislang trotz intensiver Forschung keine Umweltfaktoren (z. B. Pestizide oder andere Chemikalien) ausfindig gemacht werden, die für sich allein den Anstieg der Diagnoseraten erklären könnten. Vielmehr sind das bessere wissenschaftliche Verständnis und die breitere Definition von Autismus sowie verbesserte Diagnoseverfahren und die zunehmende gesellschaftliche Wahrnehmung als Ursachen des Anstiegs zu sehen.

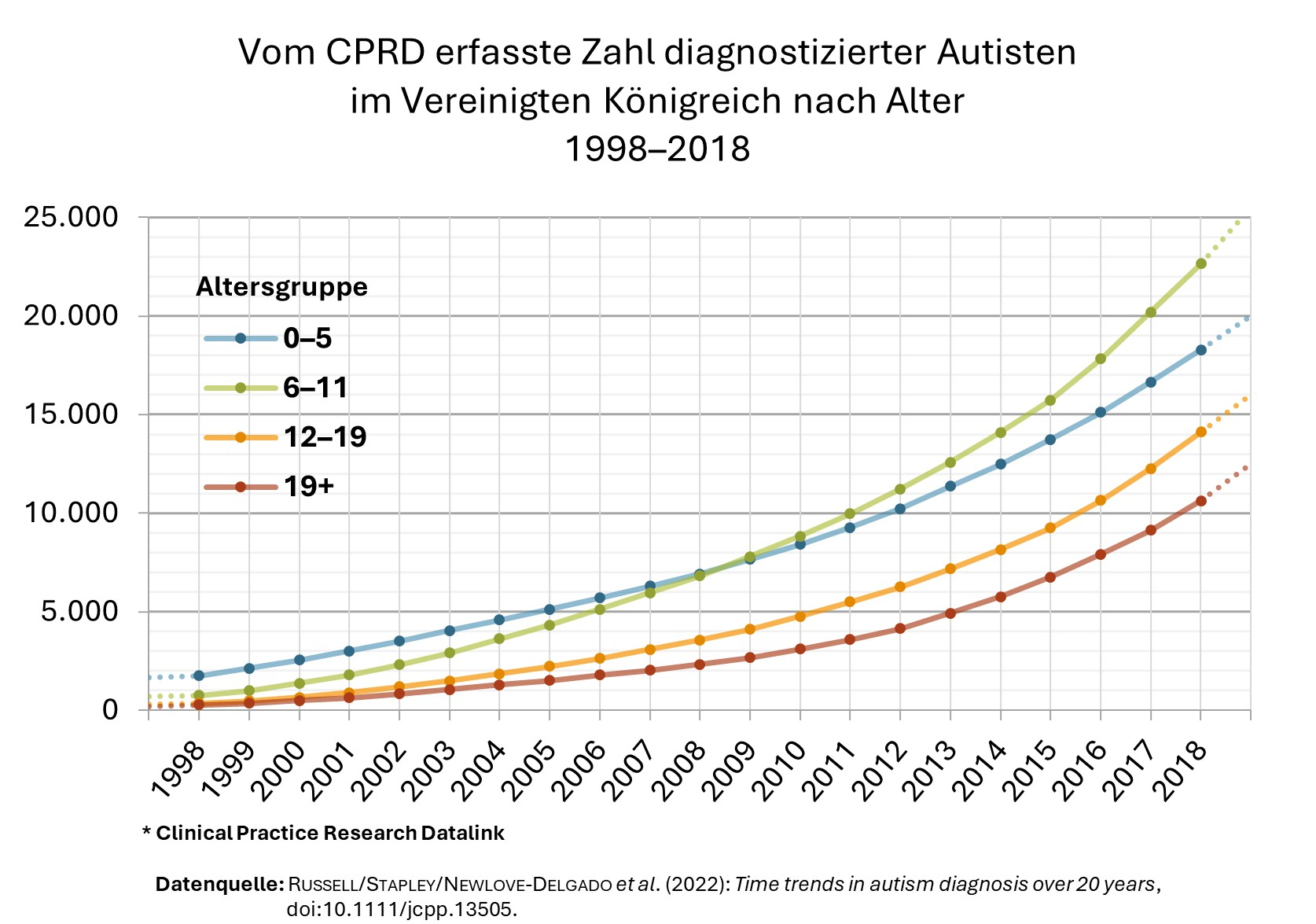

Dies lässt sich aus verschiedenen Beobachtungen ableiten. So fällt der Beginn des starken Anstiegs an Autismus-Diagnosen ungefähr mit der Einführung des Asperger-Syndroms zum Jahr 1994 (in Deutschland zum Jahr 2000) zusammen, das erstmals die systematische Diagnostizierung von Autisten ohne geistige Behinderung und ohne Sprachstörung ermöglichte. Die bis dahin etablierte Diagnose Frühkindlicher Autismus hatte überwiegend besonders schwere Ausprägungen erfasst, in der Regel mit schweren Sprachstörungen, Lernbehinderungen und oftmals mit geistigen Behinderungen. Sie konnte zudem nur an Kinder vergeben werden. Autisten ohne entsprechend schwere Behinderungen konnten zuvor also überhaupt nicht „offiziell“ diagnostiziert werden. Auch Verlaufsstudien zeigen, dass der Anstieg an Diagnosen zum größten Teil auf Autisten ohne Intelligenzminderung entfällt.

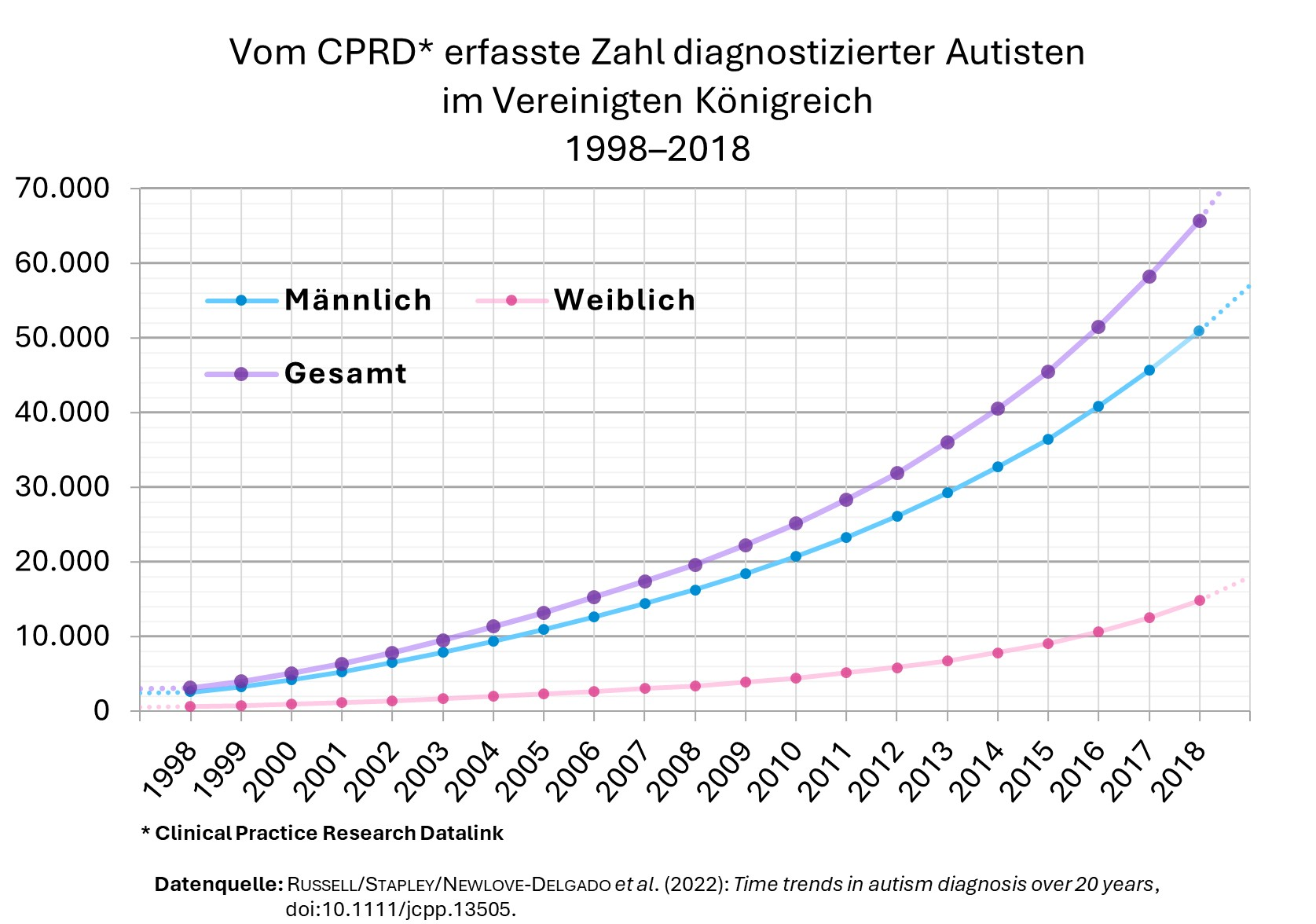

Die Geschlechterverteilung bei Autismusdiagnosen wird heute mit etwa 3:1 zugunsten männlicher Betroffener angegeben, das heißt, sie werden etwa dreimal so oft mit Autismus diagnostiziert wie weibliche. In der Vergangenheit wurde ein deutlich größeres Verhältnis von 4:1 oder sogar 8:1 angenommen, was mittlerweile jedoch als überholt gilt. Die Gründe für diese ungleiche Geschlechterverteilung sind umstritten. Wurden früher vor allem biologische Schutzmechanismen vermutet, die Frauen besser vor Autismus schützten, gibt es heute zunehmend Hinweise darauf, dass Frauen schlichtweg unterdiagnostiziert sind. Dafür spricht u. a., dass das Geschlechterverhältnis diagnostizierter Erwachsener deutlich kleiner ist als bei Kindern und, dass Frauen im Schnitt mehrere Jahre später diagnostiziert werden. Eine australische Studie kam 2022 zu dem Ergebnis, dass rund 80 % der weiblichen Autisten bis zum 18. Lebensjahr nicht korrekt diagnostiziert sind. Dies ist u. a. darauf zurückzuführen, dass sich die autistische Symptomatik bei Mädchen und Frauen anders äußert als bei Jungen und Männern. Da Autismus jedoch jahrzehntelang fast ausschließlich an männlichen Betroffenen erforscht wurde, basieren die Diagnosekriterien und -verfahren überwiegend auf der männlichen Präsentation des Störungsbildes und erfassen den weiblichen Phänotyp nur unzureichend. Hinzu kommt, dass insbesondere höher intelligente Autistinnen meist lernen, ihre autismustypischen Verhaltensweisen zu verbergen bzw. zu unterdrücken („Masking“), was die Diagnose zusätzlich erschwert. So liegen auch die geschlechtsbezogenen Diagnoseraten bei weniger intelligenten oder geistig behinderten Autisten deutlich näher beieinander als bei jenen mit überdurchschnittlicher Intelligenz, was auf eine besonders hohe Dunkelziffer bei autistischen Frauen hinweist.

## Folgen und Prognose
Autismus kann die Entwicklung der Persönlichkeit, die Berufschancen und die Sozialkontakte erheblich beeinträchtigen. Der Langzeitverlauf einer Störung aus dem Autismusspektrum hängt von der individuellen Ausprägung beim Einzelnen ab. Die Ursache des Autismus kann nicht behandelt werden, da sie nicht bekannt ist. Möglich ist lediglich eine unterstützende Behandlung in einzelnen Symptombereichen. Andererseits sind viele Schwierigkeiten, über die autistische Menschen berichten, durch Anpassungen ihrer Umwelt vermeidbar oder verminderbar. Beispielsweise berichten manche von einem Schmerzempfinden für bestimmte Tonfrequenzen. Solchen Menschen geht es in einem reizarmen Umfeld deutlich besser. Eine autismusgerechte Umwelt zu finden bzw. herzustellen ist deshalb ein wesentliches Ziel.
Dies gilt auch im Falle von Schlafstörungen, welche sich durch verhaltenstherapeutische Maßnahmen, Maßnahmen der Schlafhygiene sowie eine medikamentöse Therapie (Melatonin) behandeln lassen. Auch eine Zunahme autistischer Symptome bei Schlafmangel ist beschrieben, etwa verstärkte stereotype Verhaltensweisen oder Hyperaktivität.
Kommunikationstraining für Autisten sowie für deren Freunde und Angehörige kann für alle Beteiligten hilfreich sein und wird beispielsweise in Großbritannien von der National Autistic Society angeboten und wissenschaftlich weiterentwickelt. Eine zunehmende Zahl von Schulen, Colleges und Arbeitgebern speziell für autistische Menschen demonstriert den Erfolg, Autisten in autismusgerechten Umfeldern leben zu lassen.
Die autistischen Syndrome gehören nach dem (deutschen) Schwerbehindertenrecht zur Gruppe der psychischen Behinderungen. Nach den Grundsätzen der Versorgungsmedizin-Verordnung beträgt der Grad der Behinderung je nach Ausmaß der sozialen Anpassungsschwierigkeiten 10 bis 100 Prozent. Beim frühkindlichen und atypischen Autismus bleibt eine Besserung des Symptombilds meist in engen Grenzen. Etwa 10–15 % der Menschen mit frühkindlichem Autismus erreichen im Erwachsenenalter eine eigenständige Lebensführung. Der Rest benötigt in der Regel eine intensive, lebenslange Betreuung und eine geschützte Unterbringung.
Über den Langzeitverlauf beim Asperger-Syndrom gibt es bisher keine Studien. Hans Asperger nahm einen positiven Langzeitverlauf an. In der Regel lernen Menschen mit Asperger-Syndrom im Laufe ihrer Entwicklung, ihre Probleme – abhängig vom Grad ihrer intellektuellen Fähigkeiten – mehr oder weniger gut zu kompensieren. Der britische Autismusexperte Tony Attwood vergleicht den Entwicklungsprozess von Menschen mit Asperger-Syndrom mit der Erstellung eines Puzzles: Mit der Zeit bekommen sie die einzelnen Teile des Puzzles zusammen und erkennen das ganze Bild. So können sie das Puzzle (oder Rätsel) des Sozialverhaltens lösen. Es existiert eine Reihe von Büchern über autistische Menschen. Der Neurologe Oliver Sacks und Psychologe Torey L. Hayden haben Bücher über ihre autistischen Patienten und deren Lebenswege veröffentlicht. An Büchern, die von Autisten selbst geschrieben wurden, sind insbesondere die Werke der US-amerikanischen Tierwissenschaftlerin Temple Grandin, der australischen Schriftstellerin und Künstlerin Donna Williams, der US-amerikanischen Erziehungswissenschaftlerin Liane Holliday Willey und des deutschen Schriftstellers und Filmemachers Axel Brauns bekannt.

## Schule, Ausbildung, Beruf
Welche Schule für autistische Menschen geeignet ist, hängt von Intelligenz, Sprachentwicklung und Ausprägung des Autismus beim Einzelnen ab. Sind Intelligenz und Sprachentwicklung normal ausgeprägt, können autistische Kinder eine Regelschule besuchen, und es kann ein reguläres Studium oder eine reguläre Berufsausbildung absolviert werden. Andernfalls kann der Besuch einer Förderschule in Betracht gezogen werden. Etwa zwei Drittel der autistischen Kinder besuchen Regelschulen. Die Inklusive Pädagogik bietet alternative Lösungen an, die auch für autistische Kinder relevant sein können.
Einerseits kann der Einstieg ins reguläre Berufsleben problematisch werden, da viele Autisten die hohen sozialen Anforderungen der heutigen Arbeitswelt nicht erfüllen können. So sind laut einer von Rehadat veröffentlichten Studie von 2004 nur ungefähr zehn Prozent der autistischen jungen Menschen den Anforderungen einer Berufsausbildung gewachsen, da „neben dem erreichten kognitiven Leistungsniveau die psychopathologischen Auffälligkeiten entscheidend für die Ausbildungsfähigkeit sind“, was Geduld und möglicherweise eine längere Phase der Berufsvorbereitung erfordert, damit eine Ablehnung prinzipiell ausbildungsfähiger Jugendlicher vermieden wird. Verständnisvolle Vorgesetzte und Kollegen sind für autistische Menschen unerlässlich. Wichtig sind außerdem geregelte Arbeitsabläufe, klare Aufgaben, überschaubare Sozialkontakte, eine eindeutige Kommunikation und die Vermeidung von Höflichkeitsfloskeln, welche zu Missverständnissen führen können. Zudem kann etwa eine Tätigkeit in einer Werkstatt für Menschen mit Behinderung (kurz WfbM) infrage kommen.
Auf der anderen Seite sind Autisten mit ihren unter Umständen vorhandenen Teilleistungsstärken teilweise gerade besonders gut für bestimmte Berufe bzw. Tätigkeiten geeignet. Viele Autisten erfüllen durch ihre kognitive Leistungsfähigkeit auch die Voraussetzungen für ein Studium, welches sich jedoch aufgrund der nicht fest vorgeschriebenen Struktur in die Länge ziehen kann. Ein wichtiges Ziel für autistische Erwachsene ist es, eine zum eigenen Stärke-Schwäche-Profil passende Nische zu finden, in der sie gut zurechtkommen. Der richtige Arbeitsplatz, der besondere Eigenarten der jeweiligen Person berücksichtigt, kann schwierig zu finden, aber oft auch sehr erfüllend sein. Verschiedene Unternehmen suchen gezielt nach Autisten oder haben sich auf ihre Vermittlung spezialisiert.
Der britische Psychologe Attwood schreibt über die Diagnose von „leicht autistischen“ Erwachsenen, dass diese teilweise gut zurechtkommen, wenn sie etwa einen passenden Arbeitsplatz gefunden haben, aber im Fall von Krisen – etwa durch Erwerbslosigkeit – von ihrem Wissen über das Asperger-Syndrom zur Bewältigung von Krisen profitieren können.

## Behandlung
Ausgehend von der individuellen Entwicklung wird bei autistischen Kindern ein Plan aufgestellt, in dem die Art der Behandlung einzelner Symptome festgelegt und aufeinander abgestimmt wird. Dem Übereinkommen über die Rechte von Menschen mit Behinderungen (UN-Behindertenrechtskonvention) entsprechend sollte eine passende Umgebung geschaffen werden, in der alle Beteiligten lernen, wie sie die „Eigenarten“ des Kindes am besten berücksichtigen können. Bei Kindern wird das gesamte Umfeld (Eltern, Familien, Kindergarten, Schule) in den Behandlungsplan einbezogen. Angebote für Erwachsene sind vielerorts erst im Aufbau begriffen. Einen Überblick über Anwendungen, Therapien und Interventionen hat die englische National Autistic Society veröffentlicht. Eine Auswahl von Behandlungsmethoden soll im Folgenden kurz vorgestellt werden.
Zur Behandlung bei Erwachsenen liegt eine umfassende Übersicht von 2013 durch die Freiburger Autismus-Studiengruppe vor. Die systematische Auswertung von Behandlungsversuchen bei älteren Jugendlichen und Erwachsenen ist (Stand 2017) – im Gegensatz zur Situation bei Kindern – noch unbefriedigend, was auf die historisch spätere Aufmerksamkeit bei der Erfassung dieser Altersgruppen zurückgeführt wurde.

### Therapie
Die Verhaltenstherapie ist in der „Autismustherapie“ die am besten wissenschaftlich abgesicherte Therapieform. Zu den Wirkfaktoren der Verhaltenstherapie liegt eine umfassende Studie von 2014 vor. Ziel ist es, einerseits unangemessene Verhaltensweisen wie übermäßige Stereotypien oder (auto)aggressives Verhalten abzubauen und andererseits soziale und kommunikative Fertigkeiten aufzubauen. Im Prinzip wird dabei so vorgegangen, dass erwünschtes Verhalten durchgängig und erkennbar belohnt wird (positive Verstärkung). Verhaltenstherapien können entweder ganzheitlich oder auf einzelne Symptome ausgerichtet sein, und auch Begleiterscheinungen wie Schlaf- oder Angststörungen lassen sich verhaltenstherapeutisch behandeln. Verhaltenstherapien, die das Ziel haben, Autisten wie „normale“ oder nicht-autistische Menschen erscheinen zu lassen, werden jedoch kritisiert.
Die behavioristisch geprägte angewandte Verhaltensanalyse (Applied Behavior Analysis, ABA) soll möglichst früh beginnen. Zunächst wird anhand einer Systematik festgestellt, welche Fähigkeiten und Funktionen das Kind bereits besitzt und welche nicht. Hierauf aufbauend werden spezielle Programme erstellt, die das Kind befähigen sollen, die fehlenden Funktionen zu erlernen. Die Eltern werden in die Therapie einbezogen. Die Verfahrensweisen von ABA basieren im Wesentlichen auf Methoden des operanten Konditionierens. Hauptbestandteile sind Belohnung bei „richtigem Verhalten“ und Löschung bei „falschem“ Verhalten. Lernversuche und -erfolge sowie erwünschtes Verhalten werden möglichst direkt verstärkt, wobei primäre (wie Nahrungsmittel) und sekundäre Verstärker (wie Spielzeug) eingesetzt werden, um erwünschtes Verhalten zu belohnen. In den 1980er Jahren wurde ABA durch Jack Michael, Mark Sundberg und James Partington weiterentwickelt, indem auch die Vermittlung sprachlicher Fähigkeiten einbezogen wurde.
Ein ganzheitlich orientiertes pädagogisches Förderkonzept ist TEACCH (Treatment and Education of Autistic and related Communication-handicapped Children), das sich sowohl an Kinder als auch an autistische Erwachsene richtet. TEACCH ist darauf ausgerichtet, die Lebensqualität autistischer Menschen zu verbessern und sie anzuleiten, sich im Alltag zurechtzufinden. Zentrale Annahmen des Konzeptes sind, dass Lernprozesse durch Strukturierung und Visualisierung bei Menschen mit autistischen Merkmalen eingeleitet werden können.

### Elterntraining
Eine Reduzierung des Stresses der Eltern zeigt deutliche Besserungen im Verhalten ihrer autistischen Kinder. Es gibt starke Hinweise auf einen Zusammenhang zwischen der Stressbelastung der Eltern und den Verhaltensproblemen ihrer Kinder, unabhängig davon, wie stark die Merkmale des Autismus ausgeprägt sind. Verhaltensprobleme der Kinder zeigen sich nicht vor, sondern auch während erhöhter Stressbelastung der Eltern. Die National Autistic Society hat das „NAS EarlyBird“ Programm entwickelt, ein dreimonatiges Trainingsprogramm für Eltern, um sie auf das Thema Autismus effektiv vorzubereiten. Nebst dem Stressmanagement kann Elterntraining auch auf eine Verbesserung von Begleitsymptomen wie Angst- und Schlafstörungen abzielen, bei Letzterem z. B. durch die Erstellung und Umsetzung eines Schlafplans und die Einführung bestimmter Rituale vor dem Zubettgehen.

### Medikamentöse Behandlung
Die medikamentöse Behandlung von Begleitsymptomen wie etwa Angst, Depressionen, Aggressivität oder Zwängen mit Antidepressiva (etwa SSRI), atypischen Neuroleptika oder Benzodiazepinen kann eine Komponente im Gesamtbehandlungsplan sein.
Für Kinder mit Schlafstörungen kann die Gabe von Melatonin helfen, wenn verhaltenstherapeutische Maßnahmen und Maßnahmen der Schlafhygiene allein nicht zum gewünschten Erfolg führen. Schlafstörungen sind bei autistischen Menschen multifaktoriell bedingt – für Kinder konnte zum Teil eine verringerte Produktion und Freisetzung von körpereigenem Melatonin gezeigt werden. In Studien mit retardiertem Melatonin zeigten autistische Kinder und Jugendliche wiederum eine verkürzte Einschlafzeit und eine erhöhte Gesamtschlafdauer.
Mit besonderer Vorsicht ist bei der Gabe von Stimulanzien, wie sie bei Hyperaktivität (ADHS) verschrieben werden, vorzugehen, da sie bei Autismus und der hier häufig vorkommenden Überempfindlichkeit auf Reize der Sinnesorgane letztere noch verstärken können. Die Wirksamkeit von Methylphenidat ist bei Autisten reduziert (ca. 50 statt 75 Prozent der Patienten), 10-mal häufiger seien unerwünschte Nebenwirkungen wie z. B. Reizbarkeit oder Schlafstörungen.

### Ergänzende Maßnahmen
Mögliche ergänzende Maßnahmen sind etwa Musik-, Kunst-, Massagetherapie oder der Einsatz von Therapierobotern (Keepon) oder Echolokationslauten (Dolphin Space). Sie können die Lebensqualität steigern, indem sie positiv auf Stimmung, Ausgeglichenheit und Kontaktfähigkeit einwirken.
Therapeutisches Reiten und der Einsatz von Hunden sowohl zur Unterstützung von Therapien als auch zur Begleitung im Alltag gelten als besonders geeignet.

### Verfahren ohne Wirksamkeitsnachweis
Weitere bekannte Maßnahmen sind Festhaltetherapie, Gestützte Kommunikation und Daily-Life-Therapie. Diese Maßnahmen „sind im Kontext der Behandlung des Autismus entweder äußerst umstritten und unglaubwürdig oder deren Annahmen und Versprechungen wurden durch wissenschaftliche Untersuchungen im Wesentlichen widerlegt“.
- Die Festhaltetherapie wurde 1984 von der US-amerikanischen Kinderpsychologin Martha Welch entwickelt und von Jirina Prekop im deutschen Sprachraum verbreitet. Ansatzpunkt bei dieser Therapie ist die nicht dem aktuellen Stand der Autismusforschung entsprechende Annahme, dass der Autismus eine emotionale Störung sei, die durch negative Einflüsse in der frühesten Kindheit hervorgerufen werde. Das autistische Kind habe kein Urvertrauen aufbauen können. Bei der überaus umstrittenen Festhaltetherapie soll durch Festhalten des Kindes der Widerstand gegen Nähe und Körperkontakt gebrochen und so das Urvertrauen nachträglich entwickelt werden. Bedenklich bei der Festhaltetherapie „ist nicht nur die manchmal äußerst dramatisch und gewalttätig anmutende Vorgehensweise, sondern auch die dem Konzept mehr oder weniger zugrundeliegende These, dass das frühe Urvertrauen vom Kind nicht erworben werden konnte. Dies wird häufig von Eltern im Sinne einer persönlichen Schuld am Sosein ihres autistischen Kindes interpretiert“.[160][161]
- Bei der Methode Gestützte Kommunikation benutzt die autistische Person (gestützte Person) mit körperlicher Hilfestellung durch eine assistierende Person (Stützer) eine Kommunikationshilfe (Buchstabentafel, Kommunikationstafel, Computertastatur u. ä.). Durch diese gemeinsame Bedienung entsteht ein Text, dessen Autorenschaft der gestützten Person zugeschrieben wird. Die Stützer werden in Seminaren in die Gestützte Kommunikation eingeführt. Kritik an der Methode entzündet sich u. a. daran, dass in Blindversuchen nachgewiesen werden konnte, dass der Stützer den Schreiber unbewusst und unbeabsichtigt beeinflusste, sodass der Stützer und nicht die gestützte Person Urheber des Textes ist.[159]
- Die Daily-Life-Therapie wurde erstmals 1964 in Japan angewandt. Dabei wird von der Grundhypothese ausgegangen, dass ein hohes Angstniveau bei autistischen Menschen durch körperliche Anstrengung beseitigt werden kann. Körperliche Anstrengung führt zu einer erhöhten Ausschüttung von Endorphinen, die schmerzlindernd oder schmerzunterdrückend (analgetisch) wirken.
- Des Weiteren gibt es verschiedene „biologisch begründete“ Therapiemethoden – etwa die Behandlung mit dem Darmhormon Sekretin[162]  –, unter Verwendung hoher Dosen von Vitaminen und Mineralien oder mit besonderen Diäten. Auch hier fehlen bisher Wirksamkeitsnachweise, sodass von diesen Maßnahmen abgeraten wird.[136][159]

### Passende Umgebung
Seit dem Inkrafttreten des Übereinkommens über die Rechte von Menschen mit Behinderungen (UN-Behindertenrechtskonvention) wird zumindest in Deutschland als zusätzliches Angebot für Kinder die Möglichkeit geschaffen, eine passende Umgebung zu gestalten. Defizite in der Entwicklung können bei einem förderlichen Umgang mit den Kindern sowie durch eine Umgebung, die Vertrautheit, Ruhe, Überschaubarkeit und Vorhersagbarkeit bietet, teilweise ausgeglichen werden. Ob hierbei zusätzlich Medikamente verordnet werden sollten, wird im Rahmen der Debatte um Neurodiversität kritisch diskutiert und verschieden gehandhabt.

## Mögliche Ursachen von Autismus
Mögliche Ursachen oder Auslöser von Autismus werden heute auf unterschiedlichen Wissenschaftsgebieten erforscht. Allgemein anerkannt ist, dass genetische Faktoren und Umwelteinflüsse eine große Rolle spielen. Biomarker, die eine sichere Diagnose erlauben, waren Stand 2022 jedoch noch nicht bekannt.:274
Als widerlegt gelten die noch bis in die 1960er-Jahre vertretene Ansicht, Autismus entstehe durch eine gefühlskalte Mutter (die sogenannte „Kühlschrankmutter“), sowie die Ende der 1990er Jahre verbreitete Besorgnis, Autismus könne durch Impfungen hervorgerufen werden (siehe „Der Fall Wakefield“, in dem die Untersuchung von 12 autistischen Kindern beschrieben wird).

### Biologische Erklärungsansätze
Die biologischen Ursachen des gesamten Autismusspektrums liegen in entwicklungsbiologischen Abweichungen bei Entstehung und Wachstum des Gehirns. Verändert sind nach aktuellem Forschungsstand dabei sowohl Anatomie als auch Funktion, und insbesondere die Ausbildung bestimmter Nervenverbindungen (Konnektom). Gegenstand der Forschung sind die möglichen Ursachen dieser Abweichungen, die in erster Linie – aber nicht nur – die Embryonalentwicklung betreffen. Neben besonderen vererbten genetischen Bedingungen kommen im Prinzip alle Faktoren infrage, die die Arbeit der Gene in kritischen Zeitfenstern beeinflussen (Teratologie).
Zwei Metaanalysen von Daten zur Kartierung des menschlichen Gehirns von 2021 und 2022 kamen – unabhängig voneinander – zu dem Ergebnis, dass bei Autisten im Zusammenhang mit Empathie-Prozessen die Aktivität im rechtsseitigen Gyrus parahippocampalis im Vergleich zu gesunden Kontrollgruppen signifikant vermindert war. Diese Gehirnregion ist unter anderem an der Wahrnehmung von sozialen Situationen beteiligt.

#### Genetische Faktoren
Die genetischen Ursachen des Gesamtbereichs des Autismusspektrums haben sich als äußerst vielfältig und hochkomplex erwiesen. In einer Übersicht von 2011 wurden bereits 103 Gene und 44 Genorte (Genloci) als Kandidaten für eine Beteiligung identifiziert, und es wurde vermutet, dass die Zahlen weiter stark stiegen. Es wird allgemein davon ausgegangen, dass die immensen Kombinationsmöglichkeiten vieler genetischer Abweichungen die Ursache für die große Vielfalt und Breite des Autismusspektrums sind.

Deletion (1), Duplikation (2) und Inversion (3) von bestimmten Abschnitten eines Chromosoms

Seit etwa 2010 hat sich zunehmend herausgestellt, dass neben den länger bekannten erblichen Veränderungen gerade bei Autismus submikroskopische Veränderungen in Chromosomen eine Schlüsselrolle spielen, nämlich die Kopienzahlvariationen. In erster Linie handelt es sich dabei um Genduplikation oder Gendeletion. Sie entstehen bei der Bildung von Eizellen der Mutter oder von Samenzellen des Vaters (Meiose). Das heißt, sie entstehen neu (de novo). Wenn ein Kind eine solche Abweichung von einem Elternteil erhält, kann es sie jedoch weiter vererben, und zwar mit einer Wahrscheinlichkeit von 50 Prozent. Dadurch ist es möglich, dass eine Abweichung, die zu Autismus beiträgt, nur einmalig bei einem Kind auftritt und nicht weiter vererbt wird oder aber auch mehrere Familienmitglieder in verschiedenen Generationen betrifft. In letzterem Fall kann zudem die Durchschlagskraft (Penetranz und Expressivität) einer solchen genetischen Abweichung von Person zu Person höchst unterschiedlich sein (0–100 %). Eineiige Zwillinge weisen im Regelfall beide eine Autismus-Spektrum-Störung auf, eine „sehr hohe Erblichkeit“ konnte allerdings nur für „extrem hohe Autismus-Symptomlevels“ ('extreme autism symptom levels') in Zwillingsstudien nachgewiesen werden. Moderne Analysemethoden (DNA-Chip-Technologie) erlauben die Feststellung genetischer Abweichungen (Analyse des Karyotyps), die zur Ausprägung der Spektrum-Störung führen, wobei die Einbeziehung von Familienmitgliedern oft hilfreich oder sogar notwendig ist. Die Ergebnisse können dann die Grundlage von genetischen Beratungen bilden.

#### Atypische Konnektivität

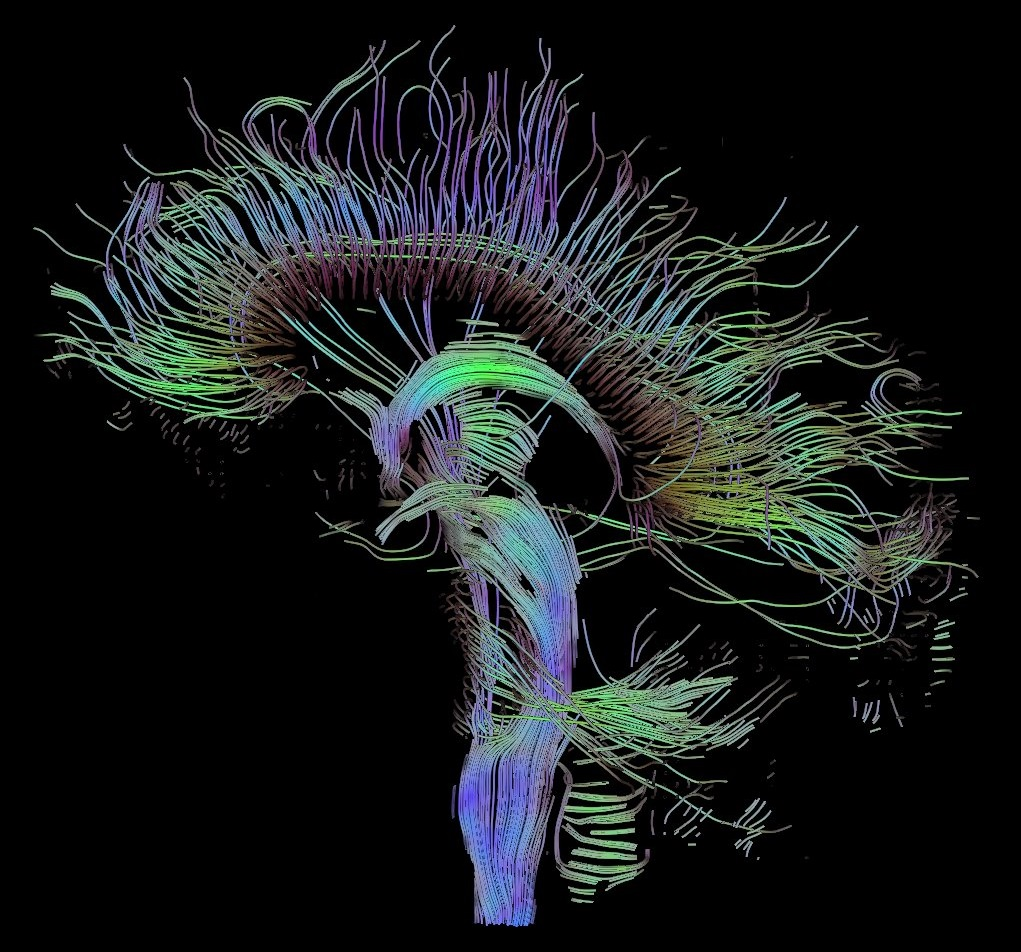
Die Diffusions-Tensor-Bildgebung (DT-MRI) ermöglicht eine Rekonstruktion von Nervenbahnen im Gehirn (Traktografie)

2004 entdeckte eine Forschergruppe um Marcel Just und Nancy Minshew an der Carnegie Mellon University in Pittsburgh (USA) die Erscheinung der veränderten Konnektivität (großräumiger Informationsfluss, engl. connectivity) im Gehirn bei den Gruppendaten von 17 Probanden aus dem Asperger-Bereich des Autismusspektrums. Funktionelle Gehirnscans (fMRI) zeigten im Vergleich zur Kontrollgruppe sowohl Bereiche erhöhter als auch Bereiche verminderter Aktivität sowie eine verminderte Synchronisation der Aktivitätsmuster verschiedener Gehirnbereiche. Auf der Grundlage dieser Ergebnisse entwickelten die Autoren erstmals die Theorie der Unterkonnektivität (underconnectivity) für die Erklärung des Autismusspektrums.
Die Ergebnisse wurden relativ schnell in weiteren Studien bestätigt, ausgebaut und präzisiert, und das Konzept der Unterkonnektivität wurde entsprechend fortentwickelt. Bezüglich anderer Theorien wurde es nicht als Gegenmodell, sondern als übergreifendes Generalmodell präsentiert. In den folgenden Jahren nahm die Anzahl der Studien zur Konnektivität beim Autismusspektrum explosionsartig zu.
Dabei wurde neben eher globaler Unterkonnektivität häufig auch eher lokale Überkonnektivität gefunden. Letztere wird allerdings – gestützt auf Kenntnisse der frühkindlichen Gehirnentwicklung bei Autismus – eher als Überspezialisierung und nicht als Steigerung der Effektivität verstanden. Um beide Erscheinungen zu berücksichtigen, wird das Konzept nun atypische Konnektivität genannt. Es zeichnet sich ab (Stand: Juli 2015), dass es sich als Konsensmodell in der Forschung etabliert. Dies gilt auch, wenn der Asperger-Bereich des Autismusspektrums für sich betrachtet wird. Die beim Autismusspektrum vorliegende atypische Konnektivität wird verstanden als Ursache des hier beobachteten besonderen Verhaltens, wie etwa bei der Erfassung von Zusammenhängen zwischen Dingen, Personen, Gefühlen und Situationen.

#### Umwelt- und mögliche kombinierte Faktoren
Die Hypothese, dass Umweltgifte die Entstehung von Autismus begünstigen könnten, ist Gegenstand wissenschaftlicher Diskussionen. Nach dem Stand von 2017 gilt dies als nicht ausreichend erforscht. Der mögliche Einfluss erhöhter Aufnahme von Quecksilber und anderer Substanzen ist aufgrund widersprüchlicher Untersuchungsergebnisse noch umstritten.

### Widerlegte Erklärungsansätze
Es taucht immer wieder das Gerücht auf, Autismus könne durch Impfungen etwa gegen Mumps, Masern oder Röteln (MMR) verursacht werden, wobei eine im Impfstoff enthaltene organische Quecksilberverbindung, das Konservierungsmittel Thiomersal, als auslösende Substanz verdächtigt wird. Derlei Berichte entbehren jedoch „jeglicher wissenschaftlicher Grundlage, so unterscheidet sich die Häufigkeit von Autismus nicht bei geimpften und ungeimpften Kindern.“ Durch verschiedene Studien ist der Zusammenhang zwischen Thiomersal enthaltenden Impfstoffen und Autismus mittlerweile widerlegt. Ungeachtet dessen ist heute in der Regel in Impfstoffen kein Thiomersal mehr enthalten. Eine Abnahme der Anzahl der Neuerkrankungen war erwartungsgemäß in Folge nicht zu beobachten – eine weitere Schwächung der „Autismus-durch-Impfung“-Hypothese.
Die Annahmen, dass Autismus eine Folge von Impfschäden sein soll, ging auf eine Veröffentlichung von Andrew Wakefield in der Fachzeitschrift The Lancet 1998 zurück. 2004 wurde bekannt, dass Wakefield vor der Veröffentlichung von Anwälten, die Eltern autistischer Kinder vertraten, 55.000 £ an Drittmitteln erhalten hatte. Diese suchten Verbindungen zwischen Autismus und der Impfung, um Hersteller des Impfstoffes zu verklagen. Die Gelder waren weder den Mitautoren noch der Zeitschrift bekannt gewesen. Daraufhin traten zehn der dreizehn Autoren des Artikels von diesem zurück. Im Januar 2010 entschied die britische Ärztekammer (General Medical Council), dass Wakefield „unethische Forschungsmethoden“ angewandt hatte und seine Ergebnisse in „unehrlicher“ und „unverantwortlicher“ Weise präsentiert wurden. The Lancet zog daraufhin Wakefields Veröffentlichung vollständig zurück. In der Folge wurde im Mai 2010 auch ein Berufsverbot in Großbritannien gegen ihn ausgesprochen.
Die amerikanische Food and Drug Administration hat im September 2006 einen Zusammenhang zwischen Autismus und Impfstoffen als unbegründet abgewiesen, zahlreiche wissenschaftliche und medizinische Einrichtungen folgten dieser Einschätzung.
Bis 2013 gab es widersprüchliche Hinweise zu der Hypothese, dass Systeme von Spiegelneuronen bei autistischen Menschen möglicherweise nicht hinreichend funktionstüchtig seien. In einer Metaanalyse von 2013 wurde dann festgestellt, dass es wenig gebe, das die Hypothese stütze, und dass das Datenmaterial eher mit der Annahme vereinbar sei, dass die absteigende (Top-down-)Modulierung sozialer Reaktionen bei Autismus atypisch sei.
Die Theorie, dass eine Vermännlichung des Gehirns (Extreme Male Brain Theory) durch einen hohen Testosteronspiegel im Mutterleib ein Risikofaktor für ASS sein könnte, wurde in neueren Studien gezielt untersucht, konnte jedoch nicht bestätigt werden. Hierzu zählen auch Untersuchungen des Gehirns durch bildgebende Verfahren (fMRI). Es zeigte sich, dass männliche Autisten eher typisch weibliche Eigenschaften bei der Verbindung von Gehirnregionen (engl. connectivity) hatten – statt, wie in der Theorie der Vermännlichung des Gehirns vorhergesagt, besonders verstärkt männliche.
Obwohl Verdauungsstörungen im Zusammenhang mit ASS oft beschrieben wurden, gibt es bis heute (Stand November 2015) keine zuverlässigen Daten zu einer möglichen Korrelation oder gar einem möglichen ursächlichen Zusammenhang – weder in die eine noch in die andere Richtung.

## Auties und Aspies
Die Ausprägungen von Autismus umfassen ein breites Spektrum. Viele autistische Menschen wünschen sich keine „Heilung“, da sie Autismus nicht als Krankheit, sondern als normalen Teil ihres Selbst betrachten. Viele Erwachsene mit „leichterem“ Autismus haben gelernt, mit ihrer Umwelt zurechtzukommen. Sie wünschen sich statt Pathologisierung oft nur die Toleranz durch ihre Mitmenschen. Auch sehen sie Autismus nicht als etwas von ihnen Getrenntes, sondern als integralen Bestandteil ihrer Persönlichkeit.
Die australische Künstlerin und Kanner-Autistin Donna Williams hat in diesem Zusammenhang den Ausdruck Auties vorgeschlagen, der sich entweder speziell auf Menschen mit Kanner-Autismus bezieht oder allgemein auf alle Menschen im Autismus-Spektrum. Williams gründete 1992 zusammen mit Kathy Lissner Grant und Jim Sinclair das Autism Network International (ANI) und gilt als Mitinitiatorin der Neurodiversitätsbewegung. Von der US-amerikanischen Erziehungswissenschaftlerin und Asperger-Autistin Liane Holliday Willey stammt der Ausdruck Aspies für Menschen mit Asperger-Syndrom. Die Psychologen Tony Attwood und Carol Gray richten in ihrem Essay Die Entdeckung von „Aspie“ den Blick auf positive Eigenschaften von Menschen mit Asperger-Syndrom. Die Ausdrücke Auties und Aspies wurden von vielen Selbsthilfeorganisationen von Menschen im Autismusspektrum übernommen.
Um dem Wunsch vieler Autisten nach Toleranz durch ihre Mitmenschen Ausdruck zu verleihen, feiern einige seit 2005 jährlich am 18. Juni den Autistic Pride Day. Das Schlagwort der Autismusrechtsbewegung – „Neurodiversität“ (neurodiversity) – bringt die Idee zum Ausdruck, dass eine untypische neurologische Entwicklung einem normalen menschlichen Unterschied entspreche, der ebenso Toleranz verdiene wie jede andere (physiologische oder sonstige) menschliche Variante.

## Autismusforschung
In der Grundlagenforschung wurde bei der visuellen Wahrnehmung von Autisten ein überscharfer Aufmerksamkeitswinkel festgestellt, der in seiner Schärfe (sharpness) stark mit der Ausprägung der autistischen Symptome korrelierte, sowie eine erhöhte Empfindlichkeit für visuelle Feinkontraste.
Klinische Beobachtungen von Uta Frith (2003) verdeutlichten, dass Autisten häufig erhebliche Schwierigkeiten haben, sprachliche Äußerungen in der gegebenen sprachlichen Situation (Kontext) angemessen zu verstehen (siehe Pragmatik, Disambiguierung). Ergebnisse von Melanie Eberhardt und Christoph Michael Müller deuteten darauf hin, dass ein Autismus-Konzept einer am Detail orientierten Verarbeitung von Sprache viele Besonderheiten des Sprachverstehens autistischer Menschen erklären kann. Peter Vermeulen entwickelte Friths Beobachtungen zu der Theorie weiter, dass Autisten generell Schwierigkeiten mit der intuitiven Erfassung und Nutzung von Kontextinformationen haben, nicht nur bezogen auf das Sprachverständnis.
Aktuelle Ergebnisse der internationalen Autismusforschung werden auf der seit 2007 jährlich stattfindenden Wissenschaftlichen Tagung Autismus-Spektrum (WTAS) vorgestellt. Diese Tagung ist mit Gründung der Wissenschaftlichen Gesellschaft Autismus-Spektrum (WGAS) 2008 auch deren wesentliches Organ.

## Autismus und Behinderung

### Barrierefreiheit
Eine UN-Studie erkennt die kulturelle Eigenart von Autisten, barrierefrei online Gemeinschaften zu bilden, als im Rahmen der Menschenrechte gleichwertig an: „Here, the concept of community should not be necessarily limited to a geographic and physical location: some persons with autism have found that support provided online may be more effective, in certain cases, than support received in person.“
Autisten haben in Deutschland das Recht auf barrierefreie fernschriftliche Kommunikation. Das kann beispielsweise einer Entscheidung des Bundessozialgerichts vom 14. November 2013 entnommen werden, die von der Enthinderungsselbsthilfe von Autisten für Autisten erstritten wurde.

### Grad der Behinderung
Grad der Behinderung: „Die Kriterien der Definitionen der ICD 10-GM Version 2011 müssen erfüllt sein. Komorbide psychische Störungen sind gesondert zu berücksichtigen. Eine Behinderung liegt erst ab Beginn der Teilhabebeeinträchtigung vor. Eine pauschale Festsetzung des GdS nach einem bestimmten Lebensalter ist nicht möglich.
Bei tief greifenden Entwicklungsstörungen (insbesondere frühkindlicher Autismus, atypischer Autismus, Asperger-Syndrom)
- ohne soziale Anpassungsschwierigkeiten beträgt der GdS 10–20,
- mit leichten sozialen Anpassungsschwierigkeiten beträgt der GdS 30–40,
- mit mittleren sozialen Anpassungsschwierigkeiten beträgt der GdS 50–70,
- mit schweren sozialen Anpassungsschwierigkeiten beträgt der GdS 80–100.

Soziale Anpassungsschwierigkeiten liegen insbesondere vor, wenn die Integrationsfähigkeit in Lebensbereiche (wie zum Beispiel Regel-Kindergarten, Regel-Schule, allgemeiner Arbeitsmarkt, öffentliches Leben, häusliches Leben) nicht ohne besondere Förderung oder Unterstützung (zum Beispiel durch Eingliederungshilfe) gegeben ist oder wenn die Autisten einer über das dem jeweiligen Alter entsprechende Maß hinausgehenden Beaufsichtigung bedürfen. Mittlere soziale Anpassungsschwierigkeiten liegen insbesondere vor, wenn die Integration in Lebensbereiche nicht ohne umfassende Unterstützung (zum Beispiel einen Integrationshelfer als Eingliederungshilfe) möglich ist. Schwere soziale Anpassungsschwierigkeiten liegen insbesondere vor, wenn die Integration in Lebensbereiche auch mit umfassender Unterstützung nicht möglich ist.“
Hilflosigkeit: „Bei tief greifenden Entwicklungsstörungen, die für sich allein einen GdS von mindestens 50 bedingen, und bei anderen gleich schweren, im Kindesalter beginnenden Verhaltens- und emotionalen Störungen mit lang andauernden erheblichen Einordnungsschwierigkeiten ist regelhaft Hilflosigkeit bis zum 18. Lebensjahr anzunehmen.“
Die vorgenannten Regelungen gelten seit dem 23. Dezember 2010 bzw. 5. November 2011.
Autisten galten in Deutschland vor 2010/2011 nach den früheren Anhaltspunkten für die ärztliche Gutachtertätigkeit (AHG) im sozialen Entschädigungsrecht und nach dem Schwerbehindertenrecht Teil 2 SGB IX automatisch als Schwerbehinderte mit einem Grad der Behinderung (GdB) zwischen 50 und 100. Außerdem wurde bei autistischen Kindern mindestens bis zum 16. Lebensjahr Hilflosigkeit angenommen.

## Geschichte

### Zum Begriff
Der Schweizer Psychiater Eugen Bleuler prägte den Begriff Autismus um 1911 im Rahmen seiner Forschungen zur Schizophrenie. Er bezog ihn ursprünglich zunächst nur auf diese Erkrankung und wollte damit eines ihrer Grundsymptome beschreiben: die Zurückgezogenheit in eine innere Gedankenwelt. Bleuler verstand unter Autismus „die Loslösung von der Wirklichkeit zusammen mit dem relativen oder absoluten Überwiegen des Binnenlebens“.
Sigmund Freud übernahm die Begriffe „Autismus“ und „autistisch“ von Bleuler und setzte sie annähernd mit „Narzissmus“ bzw. „narzisstisch“ gleich, als Gegensatz zu „sozial“. Die Begriffsbedeutung wandelte sich mit der Zeit von „das Leben in einer eigenen Gedanken- und Vorstellungswelt“ hin zu „Selbstbezogenheit“ in einem allgemeinen Sinn.

### Diagnose-Entstehung
Erstmals beschrieben wurde das heute als Autismus bezeichnete Störungsbild 1925 von der sowjetischen Psychiaterin Grunja Sucharewa. Sie bezeichnete es zunächst als „Schizoide Psychopathie des Kindesalters“, später dann als „Autistische (pathologisch vermeidende) Psychopathie“. Im Gegensatz zur Forschung des späteren 20. Jahrhunderts, die Autismus als ein überwiegend bei Jungen auftretendes Störungsbild betrachtete, beschrieb Sucharewa bereits explizit die Geschlechtsunterschiede in der Symptomatik. Diese wurden danach erst wieder im 21. Jahrhundert verbreitet aufgegriffen. Zudem erfasste sie auch bereits die für Autismus charakteristische Überempfindlichkeit gegenüber Sinnesreizen, die erst 2013 mit Einführung des DSM-5 als diagnostisch relevant anerkannt wurde. Sucharewa als Erstbeschreiberin von Autismus ist in der Literatur weitgehend vergessen, stattdessen werden meist Hans Asperger und Leo Kanner genannt. Ob und inwieweit sie mit Sucharewas Arbeit vertraut waren, ist umstritten.
Asperger und Kanner nahmen den Autismus-Begriff unabhängig voneinander auf und versuchten es als eigenständiges Syndrom zu etabliereren. Sie unterschieden dabei Menschen mit Schizophrenie, die sich aktiv in ihr Inneres zurückziehen, von jenen, die von Geburt an in einem Zustand der inneren Zurückgezogenheit leben. Letzteres definierte nunmehr den „Autismus“.
Kanner prägte den Begriff des „frühkindlichen Autismus“ (early infantile autism), der daher auch als Kanner-Syndrom bezeichnet wird. Seine Sichtweise erreichte internationale Anerkennung und wurde zur Grundlage der weiteren Forschung und der Anerkennung von Autismus als eigenständiges Störungsbild.
Die Veröffentlichungen Aspergers zur „Autistischen Psychopathie“ hingegen wurden zunächst international kaum wahrgenommen. Dies lag zum einen an der zeitlichen Überlagerung mit dem Zweiten Weltkrieg und zum anderen daran, dass Asperger auf Deutsch publizierte und seine Texte lange nicht ins Englische übersetzt wurden. Die englische Psychiaterin Lorna Wing (siehe historische Literatur) führte seine Arbeit in den 1980er-Jahren fort und verwendete erstmals die Bezeichnung Asperger-Syndrom. Im Jahr 1991 übersetzte Uta Frith Aspergers Dissertation erstmals ins Englische. Im darauffolgenden Jahr wurde das Asperger-Syndrom als selbstständige Diagnose in die ICD-10 aufgenommen. Seit dem DSM-5 (2013) wurden alle autistischen Störungen unter dem Oberbegriff Autismus-Spektrum-Störung (englisch: Autism Spectrum Disorder) zusammengefasst. Grund hierfür war, dass die Unterschiede, insbesondere zwischen dem Asperger-Syndrom und der Autistischen Störung ohne Intelligenzminderung, zu gering erschienen, um sie voneinander zu unterscheiden. Diese Zusammenfassung wurde 2022 in die ICD übernommen.

## Autismus und Kunst
Manche autistische Menschen sind erfolgreich in der bildenden Kunst tätig. Es gibt in dieser Gruppe von Künstlern eine große Vielfalt von stilistischen Merkmalen, bildnerischen Ausdrucksformen und Verfahren. Kategorisieren lassen sich sogenannte Kritzelbilder und präschematische Darstellungen, abstrakte Malerei oder Farb-Form-Experimente, bildnerische Narrationen, surreal-phantastische Bildnerei, Collagen, seriell angelegten Musterbildungen aus geometrischen Figurationen oder einer fotorealistischen Präzisionsmalerei.

## Autismus in den Medien

### Journalismus
- Ines Schipperges: Autismus-Serie: Alle acht Folgen.[242] In: SZ-Magazin, 28. März 2018. Ausgezeichnet mit dem DGPPN-Medienpreis für Wissenschaftsjournalismus in der Kategorie Gesellschaft.[243]
- In Zeit Online erschienen seit 2023 in loser Folge mehrere Beiträge zum Thema „Autismus“, alle wurden hinter Bezahlschranke publiziert.[244][245][246][75]

### Romane
- Lost in Fuseta, seit 2017 erscheinende Romanreihe um den titelgebenden autistischen Kommissar Leander Lost von Gil Ribeiro alias Holger Karsten Schmidt.

### Dokumentarfilme
- Meine Welt hat tausend Rätsel – Leben und Denken hochbegabter Autisten – Dokumentation im Rahmen der ZDF-Sendung 37 Grad, Folge 572, Deutschland 2007, Regie: Chiara Sambucchi.[247]
- Autisten – Dokumentarfilm von Wolfram Seeger für WDR und 3sat über das Haus Bucken in Velbert, ein privat organisiertes Heim, in dem 13 erwachsene Autisten leben. Deutschland 2009 (90 Minuten).[248]
  - Alternative Kurzfassung: Der seltsame Sohn – Im Haus der Autisten – u. a. im Rahmen der WDR-Sendereihe Menschen hautnah ausgestrahlt,[249] 2009 (44 Minuten).
- Expedition ins Gehirn – 3-teilige Wissenschaftsdokumentation über Savants und Autisten mit Savant-Fähigkeiten, Arte und Radio Bremen, TR-Verlagsunion, 2006, ISBN 3-8058-3772-0 (DVD, deutsch/englisch, ca. 156 Minuten).
- Sendungen des WDR-Fernsehmagazins Quarks & Co:
  - Autismus – wenn Denken einsam macht. 2006.[250]
  - Was ist anders bei Nicole? Begegnung mit einer Autistin. 2008.[251]
- Was ist Autismus? – Reihe im Rahmen des Schulfernsehens Planet Schule des SWR und WDR Fernsehens[252]
- The Boy With The Incredible Brain – Reportage über Daniel Tammet im Rahmen der britischen TV-Serie Extraordinary People. 2005 (englisch).
- 2007: Ihr Name ist Sabine (Elle s'appelle Sabine), Regie: Sandrine Bonnaire
- Wenn Veränderung ängstigt. Kurzfilm, Deutschland 2012, Regie: Christian Landrebe (7 Minuten)[253]
- Hilfe bei Autismus? Die Rolle der Bakterien – Dokumentation von Marion Gruner und Christopher Sumpton über Wissenschaftler, die Indizien für die Ursache der Störung in der menschlichen Darmflora suchen. Kanada 2012, Arte (52 Minuten).[254]
- 2010: Eine ruhige Jacke, Schweiz, Regie: Ramòn Giger[255]
- 2012: Matthijs’ Regeln (De regels van Matthijs), Niederlande, Regie: Marc Schmidt – Goldenes Kalb 2012 – Bester langer Dokumentarfilm[256][257]
- Antje Behr: Ich, autistisch/Moi : autiste. In der Reihe: Psycho. Deutschland/Frankreich 2022, rbb/Arte (27 Minuten).[258]
- Autismus – Das rätselhafte Spektrum. TV-Dokumentation von Nadine Niemann (Drehbuch / Regie), D 2025 für Radio Bremen / arte (permanent abrufbar auf youtube.com).

### Spielfilme
Im Folgenden eine Liste von Filmen, die Autismus als zentrales Thema behandeln:
- 1988: Rain Man, Regie: Barry Levinson, mit Dustin Hoffman, Tom Cruise
- 1994: Niemand hört den Schrei (Cries from the Heart), mit Bradley Pierce, Melissa Gilbert
- 1998: Das Mercury Puzzle (Mercury Rising), Regie: Harold Becker, mit Bruce Willis, Miko Hughes
- 2005: Mozart und der Wal (Mozart and the Whale), Regie: Petter Næss, mit Josh Hartnett, Radha Mitchell
- 2007: Ben X, Regie: Nic Balthazar, mit Greg Timmermans
- 2008: Jimmie, Regie: Tobias Ineichen, mit Joel Basman
- 2009: Adam – Eine Geschichte über zwei Fremde. Einer etwas merkwürdiger als der Andere. (Adam), mit Hugh Dancy, Rose Byrne
- 2010: Du gehst nicht allein (Temple Grandin), Film über das Leben von Temple Grandin, mit Claire Danes
- 2010: Im Weltraum gibt es keine Gefühle (I rymden finns inga känslor), Regie: Andreas Öhman, mit Bill Skarsgård, Martin Wallström
- 2010: My Name Is Khan, Regie: Karan Johar, mit Shah Rukh Khan
- 2011: Der kalte Himmel (Zweiteiler), Regie: Johannes Fabrick, mit Christine Neubauer, Tim Bergmann
- 2011: Liebe am Fjord – Das Ende der Eiszeit, Regie: Jörg Grünler, mit Senta Berger, Sandra Borgmann, Thure Lindhardt
- 2012: Das Pferd auf dem Balkon, Regie: Hüseyin Tabak, mit Nora Tschirner, Enzo Gaier, Natasa Paunovic[259]
- 2015: Birnenkuchen mit Lavendel (Le goût des merveilles), Regie: Éric Besnard, mit Virginie Efira, Benjamin Lavernhe
- 2015: Ein Sommer in Masuren, Regie: Karola Meeder, mit Christina Große, Stefan Murr
- 2016: The Accountant, Regie: Gavin O’Connor, mit Ben Affleck
- 2019: Alles außer gewöhnlich (Hors normes), Regie: Éric Toledano und Olivier Nakache, mit Vincent Cassel, Reda Kateb
- 2019: Verliebt in Valerie, Regie: Claudia Garde, mit Sebastian Zimmler, Mina Tander[260]
- 2019: Vincents Welt (Tutto il mio folle amore), mit Valeria Golino, Giulio Pranno
- 2021: Zwischen uns, Regie: Max Fey, mit Liv Lisa Fries, Jona Eisenblätter[261]
- 2023: Die Flut – Tod am Deich, Regie: Andreas Prochaska, mit Philine Schmölzer, Anton Spieker
- 2023: Wochenendrebellen, Regie: Marc Rothemund, mit Florian David Fitz, Aylin Tezel

### Fernsehserien
- Aapki Antara (Indien, 2009), mit Aaina Mehta als Antara
- The Big Bang Theory (Vereinigte Staaten, 2007–2019), mit Jim Parsons als Dr. Dr. Sheldon Lee Cooper
- Kommissar Beck – Der Junge in der Glaskugel (Schweden 2001)[262]
- Die Brücke – Transit in den Tod (Schweden/Dänemark 2011; deutsch als ZDF-Koproduktion)[263]
- The Good Doctor (Vereinigte Staaten, 2017–2024), mit Freddie Highmore als Chirurg Shaun Murphy
- Der Alte (Deutschland, 2017–2021 in der Figur des Lenny Wandmann, gespielt von Thimo Meitner)
- Atypical (Vereinigte Staaten, 2017), mit Keir Gilchrist als Schüler Sam Gardner
- Pablo (Großbritannien, 2017–2020), Zeichentrickserie
- Das Quartett (Deutschland, 2019–2024), in der Figur des Kriminaltechnikers Linus Roth, gespielt von Anton Spieker
- Extraordinary Attorney Woo (Südkorea, 2022), mit Park Eun-bin als Anwältin Woo Young-woo
- Lost in Fuseta (Deutschland, seit 2022), mit Jan Krauter als Kommissar Leander Lost
- Addie und wie sie die Welt fühlt (Kanada/Großbritannien, 2023), mit Lola Blue als Addie

### Hörfunk
- Thomas Gaevert: „Ich kriegte es nicht raus“ – Bericht aus der Welt der Autisten. Produktion: Südwestrundfunk 2005 (25 Minuten); Erstsendung: 21. September 2005, SWR2.

### Leitlinien
- S3-Leitlinie Leitlinie Autismus-Spektrum-Störungen im Kindes-, Jugend- und Erwachsenenalter. Teil 2: Therapie der Deutschen Gesellschaft für Kinder- und Jugendpsychiatrie, Psychosomatik und Psychotherapie e. V. (DGKJP) und der Deutschen Gesellschaft für Psychiatrie und Psychotherapie, Psychosomatik und Nervenheilkunde e. V. (DGPPN). In: AWMF online (Stand 2021)

- S3-Leitlinie Leitlinie Autismus-Spektrum-Störungen im Kindes-, Jugend- und Erwachsenenalter, Teil 1: Diagnostik der Deutschen Gesellschaft für Kinder- und Jugendpsychiatrie, Psychosomatik und Psychotherapie e. V. (DGKJP). In: AWMF online (Stand 2016)

- Joaquin Fuentes, Amaia Hervás, Patricia Howlin: ESCAP practice guidance for autism: a summary of evidence-based recommendations for diagnosis and treatment. In: European child & adolescent psychiatry. Band 30, Nummer 6, Juni 2021, S. 961–984, doi:10.1007/s00787-020-01587-4, PMID 32666205, PMC 8140956 (freier Volltext).

- Autism spectrum disorder in adults: diagnosis and management. In: National Institute for Health and Care Excellence [NICE] (Hrsg.): NICE Clinical Guidelines. Nr. 142. London 2021, ISBN 978-1-4731-2039-6 (org.uk).

### Historisch
- Hans Asperger: Das psychisch abnorme Kind. In: Wiener Klinische Wochenzeitschrift. Jg. 51, 1938, ISSN 0043-5325, S. 1314–1317.
- Hans Asperger: Die „Autistischen Psychopathen“ im Kindesalter. In: Archiv für Psychiatrie und Nervenkrankheiten. Band 117, 1944, S. 73–136. doi:10.1007/bf01837709
- Susan Folstein und Michael Rutter: Infantile Autism: a Genetic Study of 21 Twin Pairs. In: The Journal of Child Psychology and Psychiatry. Band 18, Nr. 4, 1977, S. 297–321, doi:10.1111/j.1469-7610.1977.tb00443.x
- Leo Kanner: Autistic disturbances of affective contact. In: Nervous child. Band 2, Nr. 3, 1943, S. 217–250 (englisch, th-hoffmann.eu [PDF; 2,3 MB]).
- Lorna Wing, Judith Gould: Severe impairments of social interaction and associated abnormalities in children: Epidemiology and classification. In: Journal of Autism and Developmental Disorders. Band 9, Nr. 1, März 1979, ISSN 0162-3257, S. 11–29, doi:10.1007/BF01531288 (springer.com [abgerufen am 19. November 2023] Studie, die als wegbereitend für das Konzept des Autismusspektrums gilt).
- Lorna Wing: Asperger’s syndrome. A clinical account. In: Psychological medicine. Band 11, H. 1, Februar 1981, ISSN 0033-2917, S. 115–129, PMID 7208735 (wissenschaftliche Veröffentlichung, die maßgeblich dazu beitrug, die Bezeichnung Asperger-Syndrom international zu etablieren).
- Lorna Wing: The History of Ideas on Autism. In: Autism. 1997, Band 1, Nummer 1, S. 13–23, doi:10.1177/1362361397011004.

### Genetik
- Anita Thapar und Michael Rutter: Genetic Advances in Autism. In: Journal of autism and developmental disorders. Band 51, Nummer 12, Dezember 2021, S. 4321–4332, doi:10.1007/s10803-020-04685-z, PMID 32940822, PMC 8531042 (freier Volltext) (Review).

### Neurobiologie
- J. O. Maximo, E. J. Cadena, R. K. Kana: The implications of brain connectivity in the neuropsychology of autism. In: Neuropsychology review. Band 24, Nummer 1, März 2014, S. 16–31, doi:10.1007/s11065-014-9250-0, PMID 24496901, PMC 4059500 (freier Volltext) (Review).
- R. A. Müller, P. Shih, B. Keehn, J. R. Deyoe, K. M. Leyden, D. K. Shukla: Underconnected, but how? A survey of functional connectivity MRI studies in autism spectrum disorders. In: Cerebral cortex (New York, N.Y. 1991). Band 21, Nummer 10, Oktober 2011, S. 2233–2243, doi:10.1093/cercor/bhq296, PMID 21378114, PMC 3169656 (freier Volltext) (Review).